# Urbà V
Urbà V de nom Guillaume Grimoard, nascut l'any 1310 a Grizac i mort l'any 1370 a Avinyó, esdevingué el sisè papa a Avinyó i el 200è papa de l'Església catòlica  (1362-1370). Originari dels països del Llenguadoc, com els seus predecessors, natural del Gavaldà en una família vinculada a la dels Sabran, va començar a viure i estudiar prop de la vall del Roine. Elzéar de Grimoard, un dels seus oncles, era aleshores prior de la cartoixa de Bonpas, prop d'Avinyó.
Profès per l'orde de Sant Benet, com Benet XII i Climent VI, va ser ràpidament posat al capdavant de les abadies benedictines més prestigioses de França i Provença. Però aquí s'acaba el paral·lelisme amb els seus predecessors. Ni bisbe ni cardenal, no va mantenir mai relacions estretes amb la Cúria. Per tant, no tingué cap relació amb els feus de clans del Sacre Col·legi. A més, la seva carrera no devia res a l'administració reial francesa i les seves missions diplomàtiques el van fer molt proper a Itàlia, una proximitat que va provocar un intent avortat de retornar el papat a Roma.
És a l'origen de nombrosos desenvolupaments arquitectònics, missions arreu del món i, amb la Guerra dels Cent Anys, va haver d'arbitrar i participar en diversos conflictes.
Urbà V és l'únic dels pontífex d'Avinyó que ha estat portat als altars. Beatificat l'any 1870 per Pius IX, , és celebrat per l'Església catòlica el dia 19 de desembre.
Les profecies de Sant Malaquies s'hi refereixen com Gallus vicecomes (Vescomte gal), citació que fa referència al títol nobiliari, vescomte, i al seu origen francès.

## Biografia

### Naixement i infància

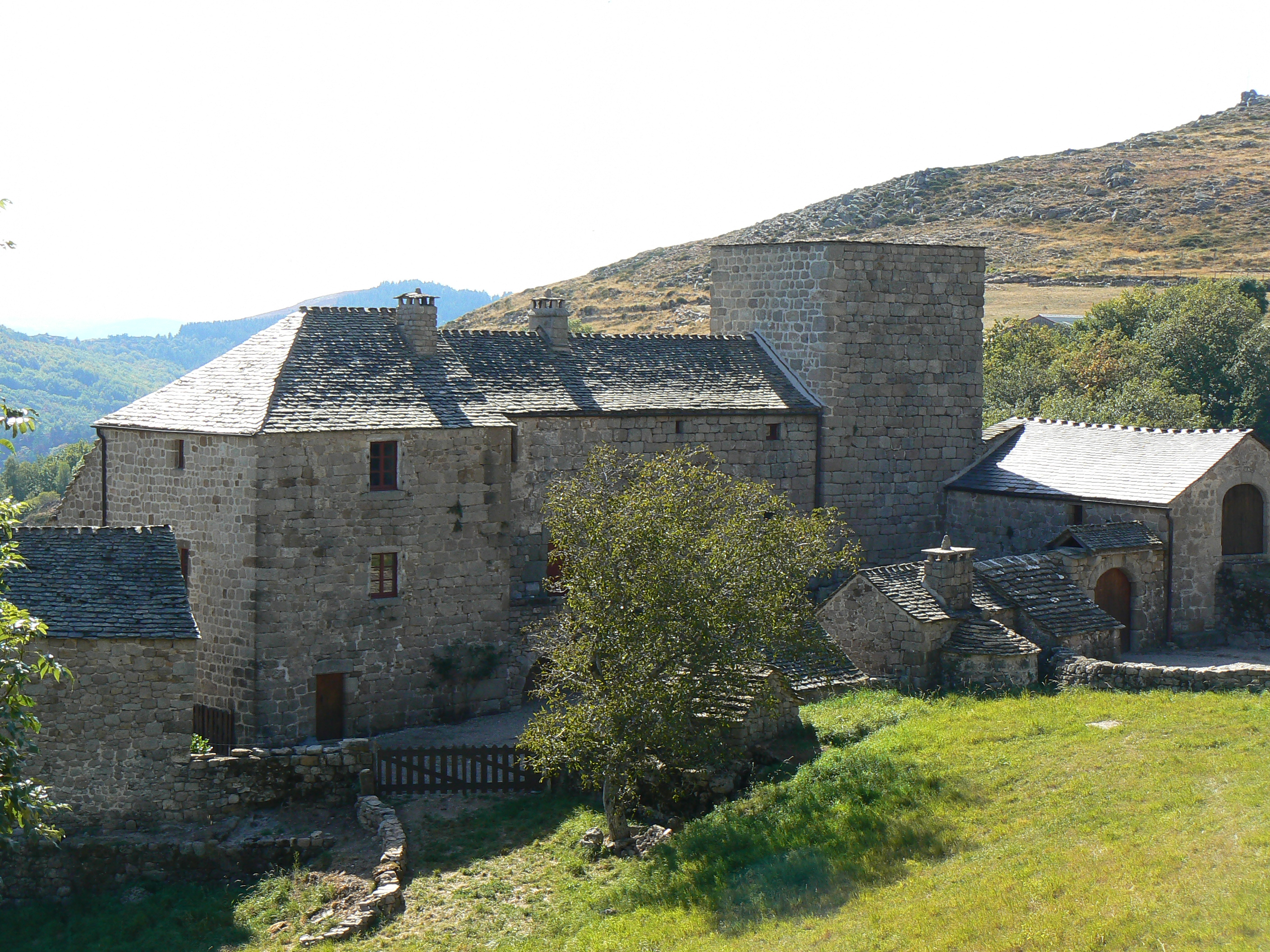
El castell de Grizac.

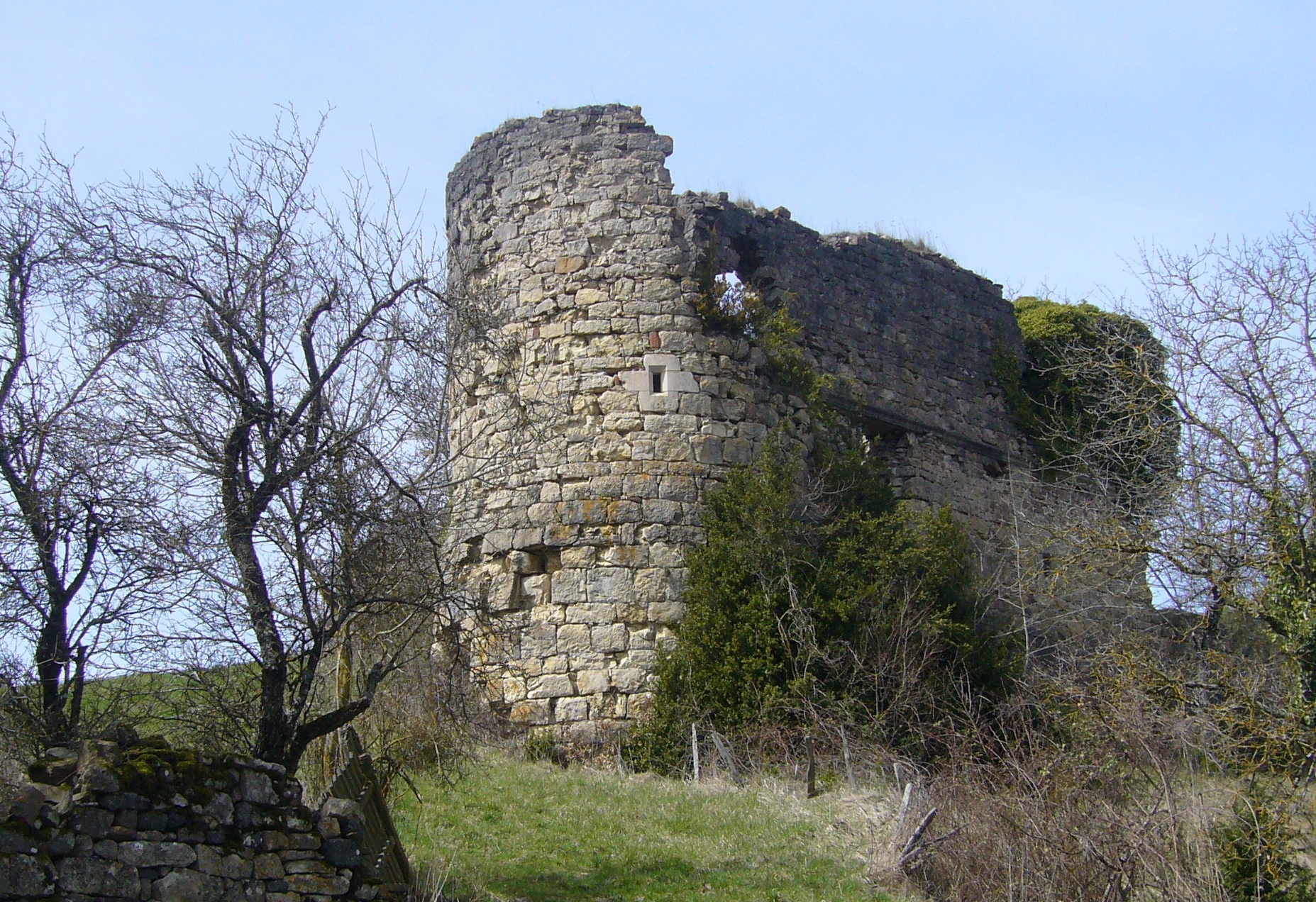
Les restes del castell de Montferrand on va néixer la seva mare.

Les armes dels Montferrand.

Fill gran de Guillaume II Grimoard, senyor de Grizac, i Amphélise (o Élise) de Montferrand, prop de La Canourgue, a la baronia de Canilhac, el futur papa Urbà V fou batejat amb el mateix nom que el seu pare. Va néixer l'any 1310 al castell familiar de Grizac, situat a la ciutat de Lo Pònt de Montvèrd prop de Mende. Aquest castell va ser construït poc abans del seu naixement pel seu pare, un cavaller. Tenia dos germans: Étienne, i Anglic, futur religiós a l'abadia de Sant-Ruf de Valence i cardenal. Aquest últim, que va sobreviure a Urbà V durant divuit anys, va morir el 14 d'abril de 1388 i està enterrat a l'església de Saint-Ruf de Valence. El futur papa també tenia una germana, Delphine que es va casar amb Guillaume de Montaut.
Guillem Grimoard va ser batejat el 1310, amb el seu padrí Ausiàs de Sabran, comte d'Ariano i regent del Regne de Nàpols, la santedat del qual ell mateix va proclamar el 15 d'abril de 1369.  Sembla que les famílies de Sabran i Montferrand (però també de Grimoard) estan emparentades i aliades al llarg de diverses generacions, sense que Elzéar de Sabran i Amphélise de Montferrand siguin germans i germanes o cosins germànics. . La tradició informa d'un miracle fet per Ausiàs de Sabran durant aquest bateig. El petit Guillaume va néixer deforme. Va ser a través de la pregària que el padrí hauria donat al nen la cara d'un nadó normal. 
Un estudiant brillant, Guillaume Grimoard va marxar de casa cap als dotze anys per estudiar a Montpeller. Massa jove per entrar directament a la universitat, va fer els seus primers estudis al monestir cluniacenc de Sant-Pierre-de-Clunezet. S'hi va quedar potser dos anys abans de continuar els seus estudis de dret a Tolosa. Hi hauria estat quatre anys, per obtenir el títol de llicenciat en dret civil.

### Monjo
Després d'estudiar dret, cap al 1327 ingressà a l'orde benedictina al priorat del monestir de Chirac (que després esdevingué Monastier),on era prior el seu oncle matern Anglic —probablement el padrí del seu germà petit. Aquest monestir, a poques llegües de Mende, prop de les ciutats de Chirac i Marvejols, depenia de la congregació victoriana de Marsella. Acabat el seu noviciat, va anar a Marsella, on va fer la seva professió monàstica. Durant la seva formació, entre Chirac i Marsella, va completar la seva formació universitària. També va rebre, el 1329, el seu primer benefici eclesiàstic, del priorat de Saint-Mau a la diòcesi d'Auch. Va tornar a Monastier on va rebre l'ordenació sacerdotal el 1334.
Esdevingué doctor ès domès (dret canònic) l'any 1342 després d'una defensa celebrada a l'església de Notre-Dame des Tables de Montpeller. Va obtenir així una càtedra a la Universitat de Montpeller, on va ensenyar i esdevenir un reconegut especialista en dret. Encara es trobava en aquesta ciutat quan es va estendre la terrible pesta negra de 1348. Aquesta epidèmia provoca la mort de 6 cardenals i 93 membres de la cúria, llavors a Avinyó. Sembla que el professor Grimoard va abandonar Montpeller durant l'epidèmia.  Després va continuar la seva carrera docent, sense saber-ne les dates ni els llocs exactes, potser a Tolosa, i segurament a París i Avinyó.
La Gallia Christiana ens diu que Pierre d'Aigrefeuille, acabat de ser nomenat bisbe de Clarmont (1349), el va prendre com a vicari general. Un cop traslladat a Usès, el bisbe va mantenir al seu costat Guillaume Grimoard. Les traces d'aquest vicariat són inexistents, però demostrarien l'estret vincle ja establert entre els Grimoard i els Aigrefeuille.
Continuant sent monjo negre però vinculat a Cluny, va ser nomenat abans de la diòcesi d'Auxerre el dia 13 de febrer de 1352, el papa Climent VI el situa al capdavant de l'abadia de Sant Germà d'Auxerre. Va ser durant els seus primers anys al capdavant de l'abadia que va rebre les seves primeres missions com a llegat papal. Sembla que havia nomenat el seu germà Anglic vicari general de l'abadia, per gestionar-la durant les seves absències. 
El papa Innocenci VI, que li havia confiat sovint missions de legat, el va nomenar abat de Sant-Víctor, la prestigiosa abadia de Marsella, el 2 de febrer de 1361, després de la mort d'Étienne de Clapier. En tots els seus càrrecs, es deia que era "un home molt sant de bona vida, un gran clergue i que havia treballat molt per l'Església".

### Diplomàtic
Assessor dels papes Climent VI i Innocenci VI, se li van confiar diverses missions diplomàtiques a Itàlia.
Giovanni Visconti, nomenat imprudentment arquebisbe de Milà per Climent VI, va voler fer-se senyor de Bolonya. Després d'una campanya militar que va acabar amb la derrota dels exèrcits papals, el papa va recórrer a Guillaume Grimoard, a qui va posar a càrrec de les negociacions. El 6 de setembre de 1352 va prendre possessió de Bolonya en nom del papa i després la va cedir a Visconti contra un pagament anual. Guillaume Grimoard va rebre una missió similar per Innocenci VI a Bernabé Visconti, nebot de Giovanni.
Menys d'un any després del seu nomenament com a cap de Saint-Victor, el 10 de juny de 1362, va rebre un mandat del Papa per anar urgentment a Nàpols. De fet, el príncep Lluís de Tàrent, segon marit de la reina Joana, comtesse de Provença, acabava de morir. El papa li va demanar que anés a ella per portar les seves instruccions a la vídua de trenta-sis anys. El 27 de juny de 1362 va agafar el camí d'Itàlia.

### El Papat

#### Elecció

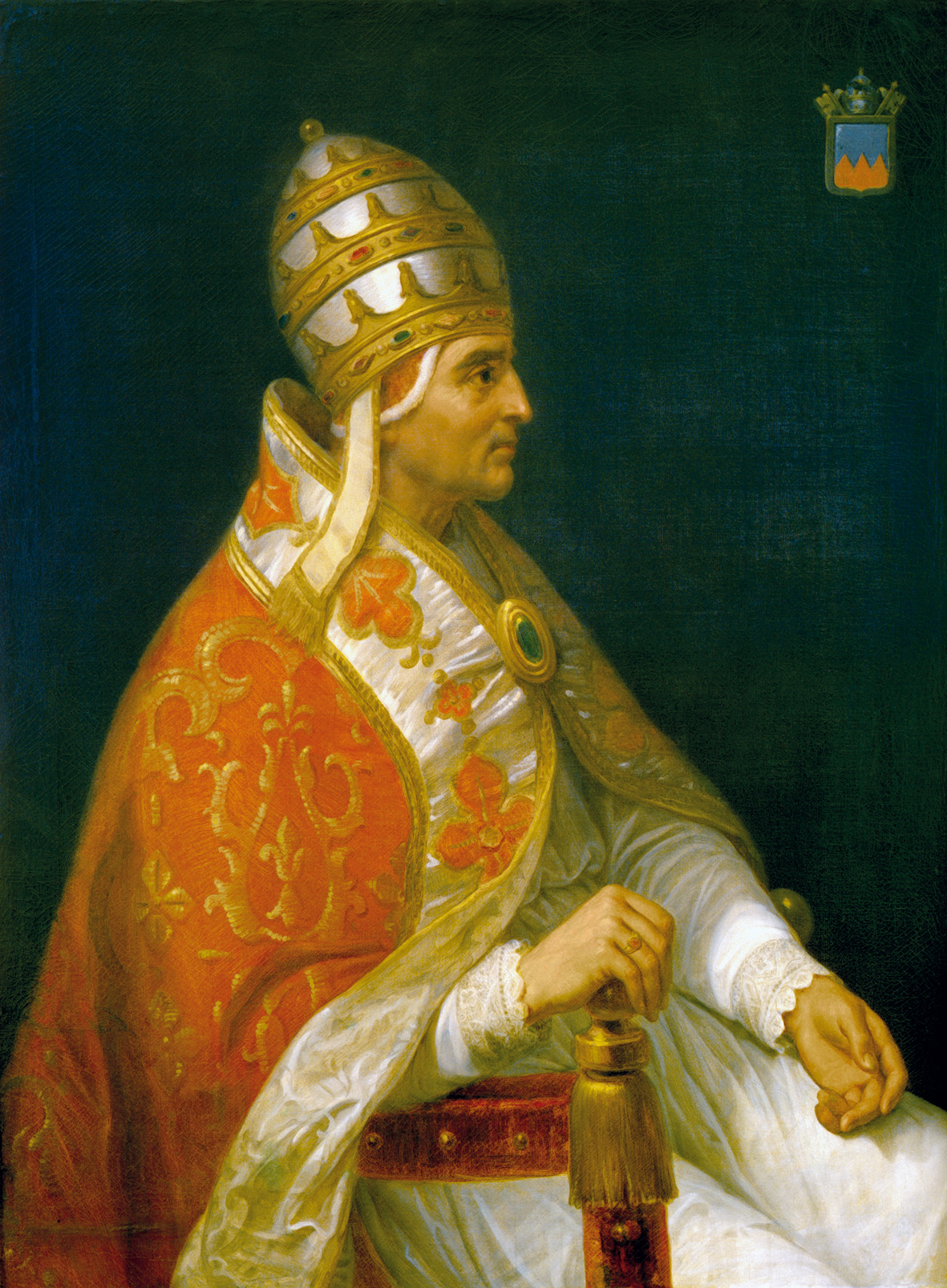
Urbà V, oli sobre fusta d'Henri Serrur (Palau dels Papes d'Avinyó).

Innocenci VI va morir el 13 de setembre de 1362. Després d'una novena en honor al pontífex difunt, per procedir a la seva successió el conclave va obrir les seves reunions el dia 22 de setembre de 1362. A la primera volta, amb una majoria de quinze vots, va ser elegit el cardenal Hugues Roger. Però el germà de Climent VI va rebutjar aquest càrrec. A la segona volta, llavors, onze vots van ser per a Raymond de Canillac, un altre membre il·lustre del clan Roger de Beaufort. Era insuficient.
Era necessària l'elecció d'un prelat estranger al Sagrat Col·legi, i el 28 de setembre fou elegit Guillaume de Grimoard. La seva candidatura havia estat proposada i recolzada pel cardenal Guillaume d'Aigrefeuille, sobre el consell del seu germà Pierre, bisbe d'Uzès Per avisar-lo, els missatgers van marxar a Nàpols en el més gran secret per por que els italians el detinguessin.
L'abat de Saint-Victor es va fer immediatament al mar, va arribar a Marsella el 27 d'octubre i va arribar sol a Avinyó, on va arribar mentre el Durance i el Roine estaven en riuada Primer va ser consagrat bisbe perquè era simplement sacerdot, després coronat papa el 6 de novembre, a la capella del Palau Vieux, per Étienne-Audouin Aubert, cardenal d'Ostia i nebot del difunt pontífex.
Després va triar el nom Urbà, que ve del llatí urbanus, és a dir, "de la ciutat". Es va utilitzar molt aviat com a nom personal, i Guillaume Grimoard el va prendre com a cognom pontifici perquè, ha explicat, "Tots els papes que han portat aquest nom han estat sants."
Sis dies més tard, el sobirà pontífex va nomenar el seu germà Anglic, vicari general de la diòcesi d'Avinyó,  i Aymar d'Aigrefeuille va esdevenir mariscal de la Cort Pontifícia.
És considerat el primer dels papes humanistes i estava especialment vinculat a la natura, es diu que va declarar a la seva arribada al palau papal : "Però no tinc ni un tros de jardí per veure créixer uns quants arbres fruiters, menjar la meva amanida i collir raïm"". Va ser potser com a conseqüència d'aquesta sentència, o de la seva manca de jardins tal com els havia conegut a les seves Cevennes natals, que va emprendre costosos treballs d'ampliació dels jardins durant el seu pontificat. El que adossava al palau papal d'Avinyó encara es diu "Jardin d'Urbain V".

#### El rei de França amb el Papa

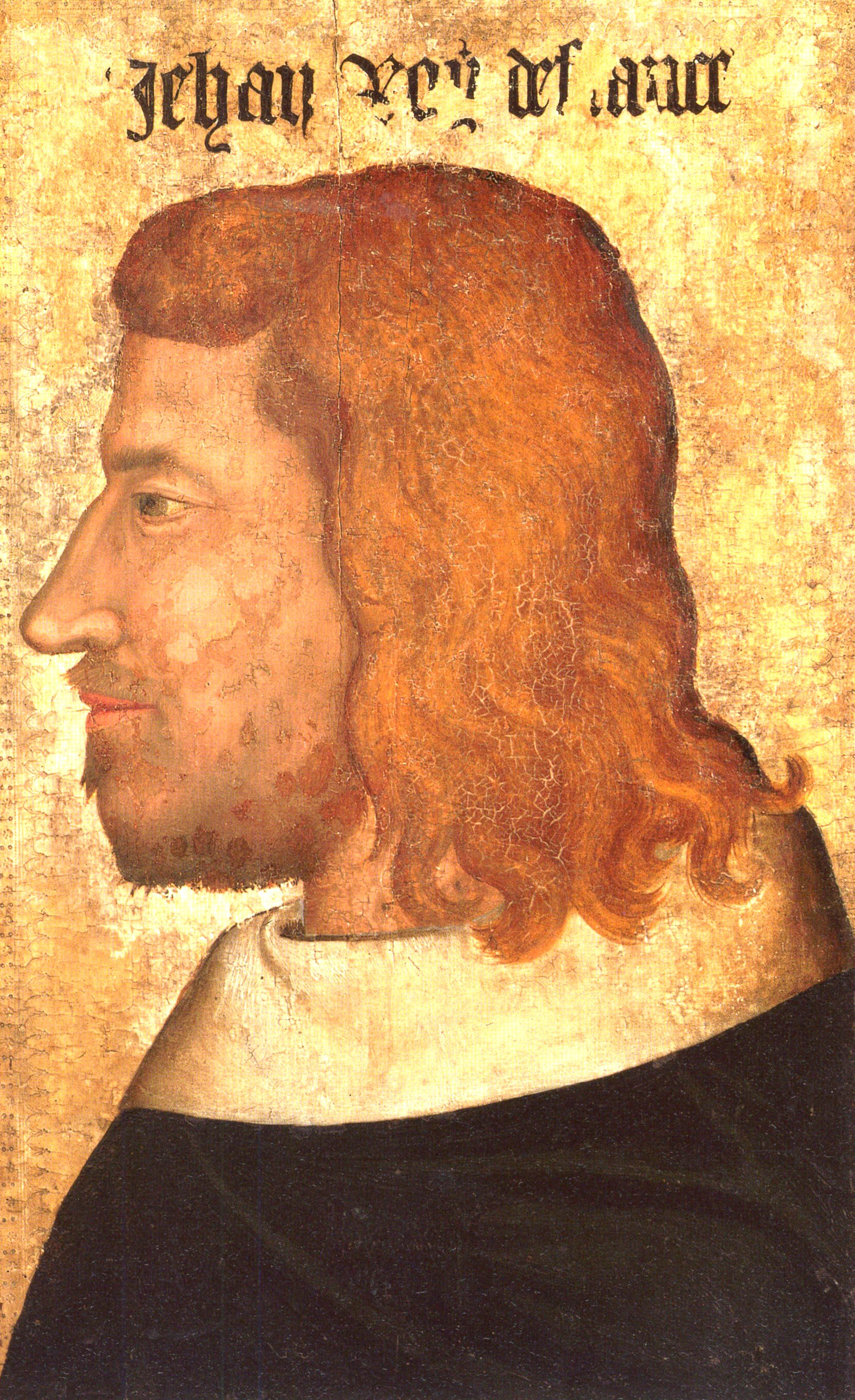
Retrat de Joan II el Bo (Anònim cap al 1350, Museu del Louvre).

EL16 de novembre de 1362, Joan II el Bo va arribar a Villeneuve-lès-Avignon, al capdavant d'un fort destacament armat al comandament del mariscal Boucicaut.
Quatre dies després, el rei va creuar el Pont de Sant Beneset per entrar a Avinyó. Tots els cardenals eren allà per escoltar-lo al palau dels papes i “reberen honorablement al dit papa Urbà en consistori i el van detenir amb ell per sopar". Des del 26 de novembre de 1362, el Sobirà Pontífex, en presència del rei de França, va presidir el trasllat de les cendres del seu predecessor Innocenci VI a la Capella de la Trinitat de l'església de la Chartreuse du Val-de-Bénédiction de Villeneuve-lès-Avignon.
El rei Joan havia vingut primer a demanar al Sobirà Pontífex que l'ajudés a pagar el seu rescat i després a parlar-li del seu desig d'unir el seu fill Felip l'Atrevit a la reina Joana. Si el papa acceptava obrir les arques de la “Reverenda Cambra Apostòlica”, li informava que el sobirà de Nàpols ja estava promès però que anava a advocar a favor del jove duc de Borgonya. El rei de França va decidir llavors quedar-se fins a la primavera a la vora del Roine. Va passar el seu temps entre Villeneuve-lès-Avignon, on va començar la construcció del Fort Saint-André, el seu castell de Ròcamaura i la ciutat dels Papes.
Urbà V, en veure'l tan ociós, li proposà prendre el comandament d'una croada.  La idea d'Urbà era excel·lent: va permetre desfer-se de les companyies que sagnaven el regne de França i la ciutat dels papes. El moment era propici ja que Murat I, el soldà dels turcs otomans, després d'un any de setge, acabava de conquerir Adrianòpolis, de la qual volia fer de la seva capital. El basileu Joan V Paleòleg, que va fer una crida a Lluís I d'Hongria per contrarestar aquest avanç, va haver de retre homenatge a l'Infidel. El 4 de desembre de 1362, davant la urgència dels afers de Castella, Urbà V va enviar Guillem d'Aigrefeuille, cardenal de Saragossa, com a legat a Pere I de Castella, conegut com Pere el Cruel. Aquest últim acabava de matar la seva dona, la germana de la Dolfina. La Cort de França, indignada per aquest assassinat, va decidir donar suport a Enric de Trastàmara, el seu mig germà, com a reclamant al tron de Castella.
L'arribada a l'Alta Provença del Transtamara no va inspirar cap confiança. El gener de 1363, Urbà V començà els treballs a les fortificacions de l'abadia Saint-Victor a Marsella, mentre Guillaume de la Garde, arquebisbe d'Arle, es comprometia a reforçar les defenses de l'església de Santa Maria per Ratis.
El 17 d'abril de 1363, Urbà V, després de ser informat de la victòria de Solaro sobre els Visconti, va anunciar la seva intenció de tornar a Roma.
Pel que fa a Joan el Bo, va haver de tornar a la terra i deixar els seus somnis de "croat". El rei havia sabut que Carles el Dolent i el seu parent, Joan III de Grailly, captal de Buch, agitaven i reunien tropes tant a Normandia com a Navarra. El 3 de maig, el monarca va decidir tornar al seu castell de Vincennes.
Mentrestant, escortat per Johan Ferrández d'Heredia, el papa va ser rebut a la capital del Comtat Venaissin pel rector Philippe de Cabassolle, el bisbe Jean Roger de Beaufort i els síndics de Carpentras
El Sant Pare va comunicar oficialment que el 16 de maig Jaume IV de Mallorca havia desembarcat a Nàpols al capdavant d'una flotilla de set galeres i que el seu matrimoni amb el sobirà s'havia celebrat oficialment. Aleshores, informat que les Grans Companyies baixaven en massa cap al Llenguadoc per la vall del Roine, el 25 de maig va llançar una vibrant crida als seus capitans perquè es travessessin. El fracàs va ser total i el papa els va excomunicar.
El 1364 va excomunicar el rei Pere III de Catalunya-Aragó i el privà del títol de rei de Sardenya per haver-se apoderat dels béns de la cambra apostòlica i de les rendes dels beneficis eclesiàstics per a pagar la guerra amb Castella.

#### El conflite entre els comtes de Foix i d'Armagnac
Mentrestant, el Papa va haver de resoldre un conflicte entre Gastó Febus, comte de Foix, i Joan I, comte d'Armanyac, que es disputaven la supremacia feudal al sud de França. Des del 3 de desembre de 1362, va escriure als dos comtes per demanar-los que acceptessin la mediació del seu llegat Pierre de Clermont, el bisbe de Cambrai, que els enviava. Això era lletra morta, ja que el 5 de desembre, a mitja tarda, les seves tropes es van enfrontar a Launac, al nord-oest de Tolosa, als límits dels comtats de Fezensaguet i L'Isle Jourdain, lluny dels respectius dominis de la dos comptes. Va ser Gastó de Foix qui va guanyar i va fer presoner el seu rival.
El 19 de desembre, informat d'aquesta batalla i del seu desenllaç, Urbà V els va demanar que negociessin. L'endemà, el papa va ordenar a Pierre de Clermont que demanés a Gastó Febus que no abusés de la seva victòria. I el 29 de desembre va enviar un escrit a Béatrix, comtessa d'Armagnac, per instar-la a tenir paciència. Ella no podia fer res més. El tractat de pau entre Gastó Febus i Joan I no es va signar, a l'església de Saint-Volusien de Foix, fins al 14 d'abril de 1363. El comte de Foix, amb els rescats obtinguts, esdevingué, doncs, el feudatari més ric del sud de França i podria continuar mantenint l'equilibri entre els reis d'Anglaterra i França pel seu vescomtat de Bearn.

#### La Croada alexandrina
La crida a la croada llançada conjuntament pel Papa i el rei de França havia motivat alguns monarques del cristianisme. El primer a respondre va ser Valdemar IV Atterdag, rei de Dinamarca.  El segon va ser Pere I de Lusignan, rei de Xipre. A mitjans demarç de 1363, va sortir de Gènova i es va dirigir cap a Avinyó per la carretera marítima. Va arribar a la ciutat dels papes el 29 de març de 1363.
Joan II, havent sabut per Urbà V "que messire Pierre de Lusignan, rei de Xipre i Jerusalem, havia de venir a Avinyó i havia creuat el mar, si diu el rei de França que esperaria la seva arribada, car molt gran desig tenia de veure'l, pels bens que n'havia sentit a dir i la guerra que havia feta als Sarraïns, perquè verament havia el rei de Xipre pres de nou la ciutat fortificada de Satalia, » el va esperar a Avinyó amb el Mariscal Joan I le Meingre, dit « Boucicaut », per prendre la creu.
Al cap de dos dies, divendres sant, Urbà V renovava la seva crida a tots els reis i prínceps cristians. Va designar Jean le Bon com a capità general del creuer i el cardenal del Périgord com el seu llegat.
Durant un banquet, Urbà V va col·locar el rei Joan al seu costat. Com que aquest va suplicar al rei de Xipre que s'assegués a prop seu, Pierre de Lusignan li va dir: "Estimat senyor, no em toca seure al costat vostre, que sou el més noble rei dels crestianos, perquè als vostres ulls., només sóc el vostre cavaller."
El 31 de maig, Pere I de Lusignan va marxar d'Avinyó i va tornar al nord d'Europa per convèncer altres prínceps cristians de Flandes i Brabant perquè s'unís a ells. Va tornar a Avinyó el 22 de juliol, acompanyat de Joan el Bo. Els dos reis es van instal·lar a la "casa noble de Saint-Ouen".  El rei de Xipre havia convençut poc a poc el rei de França de canviar l'objectiu del seu "croat". El port d'Alexandria va ser, doncs, preferit a Adrianòpolis i el mateix Sobirà Pontífex va donar el seu vistiplau a la defensa dels afers sants del rei Pere.
A mesura que s'acostava l'hivern, la gent parlava encara del "sant viatge" quan Joan II va saber que el seu fill Louis, presoner en llibertat condicional dels anglesos a Calais, havia fugit. Va haver d'abandonar urgentment l'Hôtel du Dauphin de Villeneuve-lès-Avignon. El 14 de novembre, el rei de França va fer parada a la ciutat de Saint-Esprit i va tornar als països de parla d'Oc.
EL1 de desembre de 1363una onada de fred va colpejar tot el país. Joan el Bo va quedar sorprès per aquest fred glacial a Amiens on havia reunit els Estats Generals del Llenguadoc.  A la seva clausura, el rei va anunciar que tornaria a Anglaterra per fer-se presoner en lloc del seu fill Lluís.
La deserció del rei de França no va impedir que aquest "croada" tingués lloc. Només es va retardar fins al 1365. Aquell any, el 30 de juny, des d'Avinyó, Urbà V va escriure al rei de Xipre, per accelerar la seva sortida de Venècia a Egipte. Acabava d'embarcar amb les seves tropes cap a Rodes i Alexandria. Al costat del rei hi havia, entre d'altres, Jean de la Rivière, canceller del rei de França, Philippe de Mézières, canceller del rei de Xipre, vescomte de Turenne, Guillaume III Roger de Beaufort i Gantonnet d'Abzac, nebot del patriarca de Nicòsia. Amb ells, prop de vuit mil croats estaven preparats per anar a lluitar contra els Infidels a Alexandria.
Es va ocupar el port egipci el 10 d'octubre i les seves instal·lacions portuàries saquejades a consciència durant una setmana. El que Urbà V no sabia qui, el 15 d'octubre, va escriure a Marco Cornaro, el doge de la Sereníssima. En la seva carta es queixava de les dificultats que experimentaven els croats per arribar de Venècia a Xipre o Rodes.

#### Any 1364: fred, llagostes, pesta, Routiers i Carles el Dolent
Els mesos de gener, febrer i març de 1364 van ser extremadament freds. El Roine estava cobert pel gel i els carros el podien creuar. Aquestes grans gelades, que van destruir oliveres i vinyes, van comprometre tota la collita d'olives i vi. L'estiu va estar marcat per un esdeveniment inesperat a la regió d'Arle i Avinyó. Des de finals de juliol, el sirocco va portar un eixam de llagostes a la Provença i Itàlia. El núvol era tan gran que el cel es va enfosquir i els insectes van arrasar els cereals i les vinyes.
I a finals d'agost, hi va haver la pesta a Avinyó. Fugint del "mal contagiós" que arrasava la ciutat papal, Urbà V es va refugiar a Carpentras. Per agilitzar els treballs de fortificació de la ciutat, tenia fins a cinc sous diaris lliurats als obrers que treballaven a les muralles. El Comtat Venaissin no era l'únic amenaçat per les Grans Companyies. El 21 de novembre de 1364, en nom d' Urbà V, Philippe de Cabassolle, patriarca de Jerusalem, va enviar una carta al funcionari de Sisteron i al prior dels dominics de La Baume, informant-los dels abusos comesos pels camioners. El papa va ordenar als eclesiàstics que contribuïssin a les despeses necessàries per a la defensa del país.
Quan arribava el primer fred, dues personalitats van arribar a la ciutat dels Papes. El primer va ser Carles el Dolent que havia volgut oposar-se militarment a la coronació de Carles V i les tropes del qual acabaven de ser aixafades a Cocherel i, el 24 de novembre de 1364, Urbà V va poder comunicar a Carles V que el seu cunyat navarrès, que s'havia refugiat a Avinyó, va dir que estava disposat a tractar amb ell. El segon va ser el cardenal Pierre Roger de Beaufort. A petició del Papa, acabava de sortir d'Itàlia per unir-se a Avinyó.

#### L'afer "Vinea Vespalis"
Va ser després del pas de les llagostes que Anglic Grimoard i Jean Pellegrin, el jardiner pontifici, van fer plantar una immensa "plantació de nou moscada", a les portes d'Avinyó, a Champfleury, al lloc del cementiri de les víctimes de la pesta de 1348. El papa no ho va considerar suficient. Calia preveure immediatament l'avituallament del palau episcopal del seu germà.
A Avinyó, una vinya s'havia estalviat del fred i de les llagostes. El seu nom era Vinea Vespalis i pertanyia als canonges de la diòcesi. L'11 de juliol de 1364, de Pònt de Sòrga, on s'havia instal·lat, Urbà V autoritzà al seu germà Anglic Grimoard, després del consell del Capítol de la seva Església i malgrat una ordre imperial, a disposar d'aquesta vinya a la seva voluntat, a Avinyó, d'aquesta vinya.
A principis de 1365, Anglic Grimoard va donar poders a Isnard Garin i Sicard du Fresne per modificar el privilegi del bisbe d'Avinyó i la seva Església sobre la Vinea Vespalis. El 25 de març de 1365, Sicard du Fresne, com a fiscal episcopal, va designar tres jueus per valorar aquesta vinya. Finalment el10 de juliol, per butlla, el papa va autoritzar el seu germà a eximir els seus feudataris dels càrrecs de la Vinea Vespalis. En resum, el Sobirà Pontífex havia desposseït el capítol capitular d'Avinyó de les seves vinyes per concedir-les al seu germà petit.

#### Visita de l'emperador Carles IV de Luxemburg al Papa

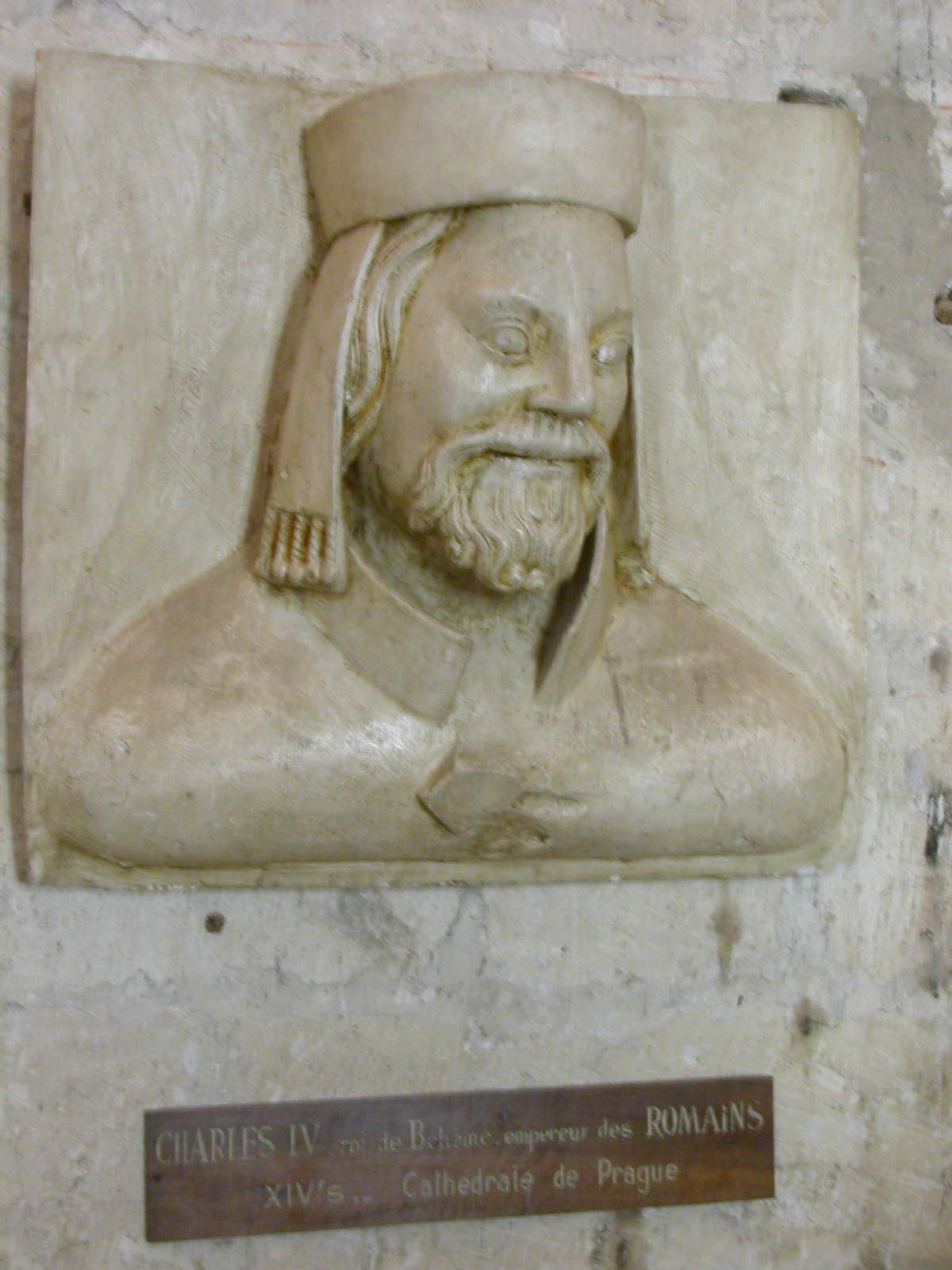
Carles IV de Luxemburg.

El 25 de maig de 1365, l'emperador Carles IV de Luxemburg, al capdavant d'una sumptuosa processó i d'un imponent exèrcit, va baixar per la vall del Roine. Va arribar a la Provença per ser coronat rei de les Dues Borgonyes a la catedral de Sant Tròfim d'Arle. Des de Dijon, va ser acompanyat pel duc de Borgonya.
El 23 de maig, Carles de Luxemburg es va aturar a Montélimar, i va arribar a Avinyó l'endemà de l'Ascensió. Va ser escortat per Guillaume de Melun, arquebisbe de Sens, Pierre Aycelin de Montaigut, bisbe de Nevers, Guillaume de Dormans, canceller del Dolfinat, i Bertrand de Loupy governador de la mateixa província.
L'emperador i Felip el Temerari van proposar al papa que les Grans Companyies, que s'havien instal·lat a la vall del Roine i amenaçaven Avinyó, es dirigissin cap a Hongria, sota la direcció de l'arxipreste Arnaud de Cervole, per donar suport a la lluita de Lluís I contra l'invasor turc. El Papa va acollir amb entusiasme aquesta proposta. L'emperador es va instal·lar amb el seu seguici a Tour Campane.
Observem un augment important de les despeses d'alimentació per rebre l'emperador a Avinyó. Raymond André, un oficial encarregat de les compres de la cuina, passa del dia 22 al 29 de maig de 1365, 837 lliures, mentre que aquesta posició va fluctuar entre 74 i 73 lliures les setmanes anteriors. Els comptes indiquen que aquesta suma es va gastar en la compra de 4 bous, 9 vedells, 39 ovelles, 49 cabrits, 139 lluços, 82 bagres, 116 carpes, 16 tenques. Aquestes disposicions complementaven les provisions fetes el mes anterior en previsió de la visita imperial. Es van emmagatzemar 21 bous engreixats, 177 ovelles, 100 cabrits, 28 oques, 54 capons i 300 gallines vives. A això s'hi va afegir un lot de peixos vius de Lyonnais, transportats en un vaixell per Étienne Faget, canonge de Saint-Dié.
La beguda no es va deixar de banda. Per a l'arribada de Carles IV, un dels embotelladors del papa, Barthélémy Maderne, va anar a Pònt de Sòrga el 12 de maig per comprar vi. Els comptes diuen que es van consumir 29 botes de vi normal i 5 botes de vi de Beaune extretes del subministrament del papa. El servei imperial va requerir un augment dels contenidors necessaris, des de botes fins a càntirs i càntirs, incloent gots i copes. El palau dels Papes de Sorgues va subministrar 1.000 copes de vidre i 1.000 copes de metall per al palau d'Avinyó.
L'endemà de Pentecosta, corona al cap i ceptre a la mà, l'emperador va assistir a la missa pontifícia. L'endemà, 2 de juny, abandonà la ciutat papal cap a Arles on fou coronat rei per a la vetlla de Sant Bonifaci L'emperador va tornar a Avinyó el 6 de juny i va marxar tres dies després. Havia obtingut del papa, arran de la mort de Ludovic de la Torre, patriarca d'Aquileia, el nomenament com a nou patriarca del Suève Marquard de Randeck, bisbe d'Augsburg, un home amb una gran experiència en armes.

#### El Papa i Avinyó amenaçats per Bertrand du Guesclin
A França, regnava el desordre total. Els Routiers desmobilitzats van vagar pel territori, vivint al país que van creuar on es dedicaven a saquejar i assassinar. Per una butlla del 27 de febrer de 1364, Urbà V, que ja els havia excomunicat, va concedir una indulgència plenaria als qui es dedicarien a la lluita contra ells.
Després de la pau de Guérande, els bretons desmobilitzats després d'anys de guerra, els pillages i els assassinats perpetrats per les grans companyies esdevenen més que preocupants. La butlla papal del 25 de maig de 1365, exigint als Capitans de les escamots de la carretera que es travessessin amb les seves tropes per anar a la guerra contra els Infidels, va quedar sense efecte. El cardenal Pierre Roger de Beaufort va proposar al Papa de llançar l'excomunió contra aquests Routiers. Encara esperant en la promesa de l'emperador i del duc de Borgonya, Urbà V preferia brandar només els trons.

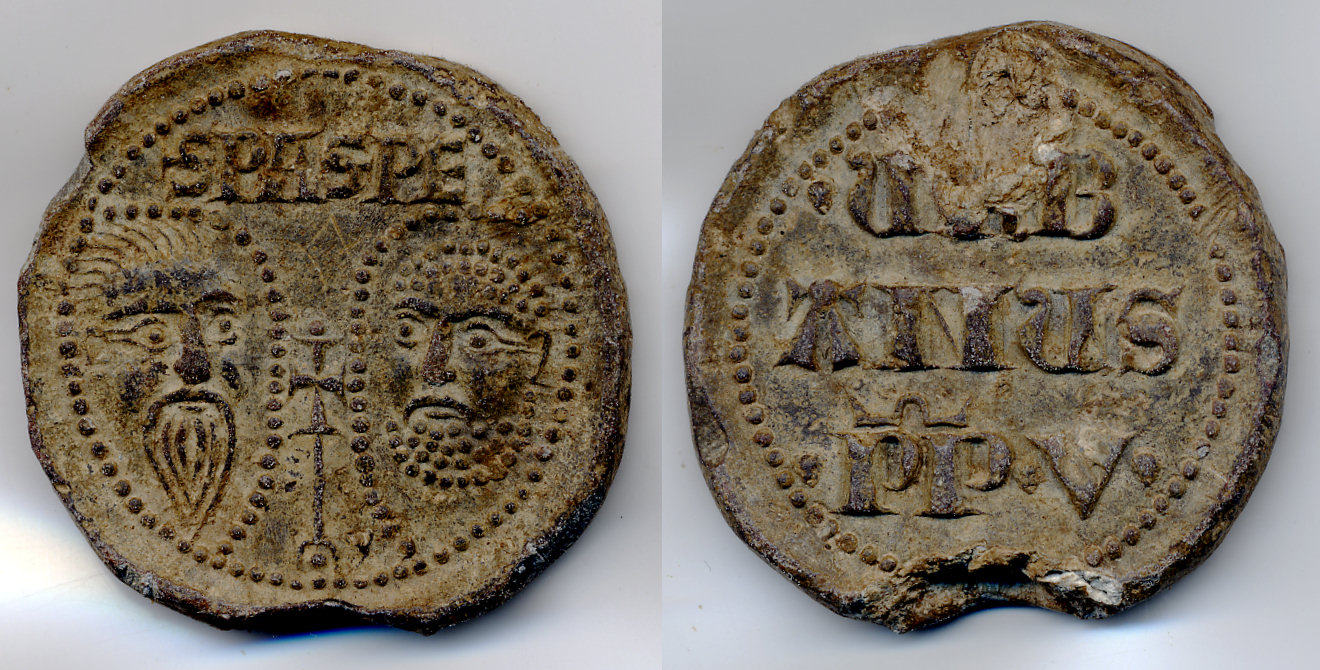
Butlla de plom del papa Urbà V, (1362-1370), diàmetre 40mm.

Mentrestant, el papa, per carta butllada, havia convocat el consell de les tres províncies eclesiàstiques de Provença : Arle, Ais i Embrun El lloc escollit va ser Ate on Raimond Savini, el príncep-bisbe de la ciutat, amb la seva vida sumptuosa i la laxitud de la seva moral, va ser l'exemple perfecte de la deriva de l'Església romana.
El 4 de maig de 1365, el tercer diumenge després de Pasqua, el consistori va començar a fer les seves reunions al convent dels Cordeliers. El mateix Urbà V es va traslladar a Apt, el22 d'octubre de 1365. Va anar a la tomba d'Ausiàs de Sabran, només acompanyat pels cardenals Pierre Roger de Beaufort i Hugues de Saint-Martial. El Papa va voler beneir el vitrall de la catedral de Sainte-Anne on estava representat amb el seu padrí. Aquest vitrall va ser obra del mestre vidrier Audibert Chacharelli.
Llavors el Sobirà Pontífex va anar a Marsella, aquesta vegada per beneir les fortificacions de l'abadia de Sant-Víctor i per consagrar el nou altar. El bisbe Guillaume Sudre li va informar llavors que Bertrand Du Guesclin havia pres el cap dels Rovers i estava muntant una "Llarga Ruta" a Borgonya per baixar la vall del Roine.  Les promeses de Carles IV i Felip el Temerari no s'havien complert. El papa va demanar als consellers de la ciutat de Marsella que li enviessin cent cinquanta ballestes. Però el12 de novembre de 1366, mentre les Grandes Compagnies estaven acampades davant d'Avinyó, encara esperava aquests reforços.
Les Grans Companyies dirigides pel "Duc Negre" es trobaven a la riba dreta del Roine on s'hi van unir les tropes d'Enric de TrastamaraHenri de Transtamare

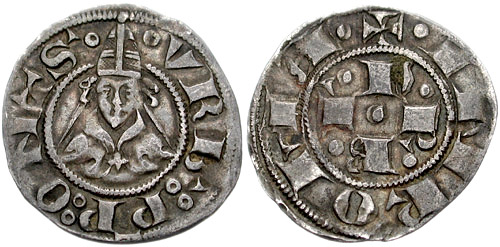
Gros de plata amb l'efígie d' Urbà V.

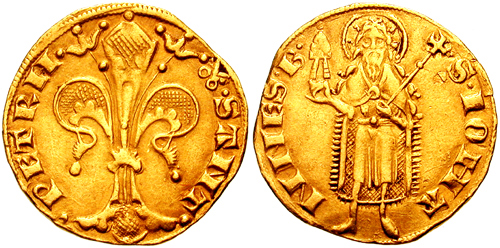
Florí d'or amb l'efígie d' Urbà V.

El mariscal d'Audreheim, ajudant de camp de Bertrand du Guesclin, va obtenir audiència. Durant això, demanà al papa l'absolució pels pecats que els Routiers anaven a cometre a Castella al servei d'Enric de Transtamara i 200.000 francs. Aquesta suma es va negociar i es va reduir a la meitat. Però el13 de novembre de 1365, el tresorer del Comtat va gravar les comunes de Venaissin de 540 florins forts per pagar els homes d'armes protegint Avinyó i va aixecar, engener de 1366, una mida excepcional de 5.000 florins destinats a cobrir la quota pontifícia de la compra de la sortida dels Routiers. EL23 de novembre, Urbà V també va escriure al cardenal Raymond de Canillac per justificar-se: "Innombrables homes d'armes, anomenats companys, abandonant el regne de França i anant a la guerra, deien, contra els infidels, havien envaït el senescal de Beaucaire i amenaçat. entrar com a enemic a Venaissin, cosa que els era fàcil, si els habitants d'aquest comtat no els pagaven una subvenció. Per evitar perills molt greus i danys molt greus, hem donat la missió de demanar en préstec, en nom dels dits habitants, la suma de 5.000 florins d'or i donar-la a aquests Routiers, com ja han fet els habitants dels països veïns.
També el 17 de novembre, per allunyar les Grans Companyies, Urbà V, en nom de la ciutat d'Avinyó, va demanar prestat 17.000 florins als banquers de la ciutat dels Papes. Tres dies després, per butlla, va encarregar a Philippe de Cabassolle, rector del Comtat, de recuperar 30.000 florins del clergat provençal.  El rescat va ser lliurat al bretó el 22 de novembre i el sobirà pontífex va adjuntar la seva absolució. La ciutat dels papes es va salvar.
Tan bon punt el "Llarg Camí" de les Grans Companyies va sortir de la riba del Roine, una sumptuosa ambaixada enviada per la Senyoria de Florència es va presentar davant d'Avinyó. Entre els emissaris hi havia Boccaccio. Els florentins es trobaven a Avinyó per demanar perdó al papa per haver tractat amb John Hawkwood i la seva Companyia de Sant Jordi.

#### Projecte per tornar a Roma
Des del 1360 s'havia establert una nova constitució a Roma. Aplicat i defensat per una milícia popular, la Felix Societas Balestriorum et Pavesotarum, els capitans de la qual eren membres del govern, havia expulsat els nobles, restaurat l'ordre i mantingut a ratlla les "companyies d'aventures". També quan el 22 de maig de 1363, Urbà V, va rebre una delegació d'ambaixadors romans, els va declarar:
| « | Volem tornar a Roma i no ens demorarem en fer-ho, si els impediments de la màxima importància no ens mantenen aquí. Però esperem que l'Altíssim eliminarà els obstacles.. | » |

De fet, a la mateixa Itàlia, la situació estava evolucionant. El 2 de març de 1364, el llegat Androin de la Roche va signar un tractat amb Bernabé Visconti comprant-li Bolonya per 500.000 florins mentre que el Gran Senescal de Nàpols, Nicola Acciajuoli, tractava per 100.000. A la primavera de 1364, el cardenal Gil Albernoz, que ara era légat només a la Toscana, volia tornar. Urbà V es va negar mentre li confiava la legació del Regne de Nàpols i Trinacria. Tan bon punt va prendre possessió, el cardenal va nomenar el seu nebot Gómez Albernoz capità general i reformador de justícia del regne.
Després d'aquest tractat, el previsible retorn a Roma només va excitar moderadament la Cort Pontifícia que ràpidament havia oblidat Bertrand du Guesclin i les seves Grans Companyies. Tant és així que Urbà V va decidir donar un cop important amenaçant Jean de Bussières, abat de Cîteaux, d'excomunió si continuava subministrant el Clos Vougeot a la Cort Pontifícia d'Avinyó. Es rumorejava, de fet, que els cardenals es van negar a anar a Roma on no trobarien una anyada.
El juny de 1364, Urbà V va poder, doncs, escriure a l'emperador Carles IV  : "No només tenim el desig sinó també la ferma determinació de visitar la ciutat dels Apòstols". Per preparar la seva instal·lació, el papa va enviar un escrit al bisbe d'Orvieto, el 13 de novembre de 1365, per tal de recultivar els jardins del Vaticà, plantar vinyes i arbres fruiters i reparar el mur de tancament. Al mateix temps, va escriure al cardenal Albornoz per protegir el seu arquitecte Gaucelin de Pradalhe, a qui enviava a Roma per fer totes les restauracions necessàries per a la seva arribada i la dels cardenals. 
Però encara calia esperar que la situació a la península fos favorable. A finals de l'estiu de 1366, a Avinyó, es parlava cada cop més del retorn a Roma. El papa havia tornat a escriure en aquest sentit a l'emperador, el 14 de setembre de 1366, així com al rei de França Carles V i Marco Cornero, el dux de la Sereníssima. Un dia després, va informar a Galeazzo Visconti de la seva decisió, mentre que el poble de Roma,19 de setembre, va sentir la notícia des dels púlpits de totes les seves esglésies.
Dues victòries militars van confirmar la decisió papal. La d'Ugolino de Montemarte, capità del cardenal Gil Albernoz que, el 22 de setembre, va derrotar la Companyia de Sant Jordi de John Hawkwood obligant-lo a fugir del Patrimoni de Sant Pere. Després la de Gómez Albernoz, a finals de mes, que va aixafar les tropes d'Ambrogio, el bastard de Visconti, a la terra d'Otranto. Però la tardor passà i l'hivern arribà sense que el comboi pontifici es formés a Marsella.

#### Darrera visita a Montpeller

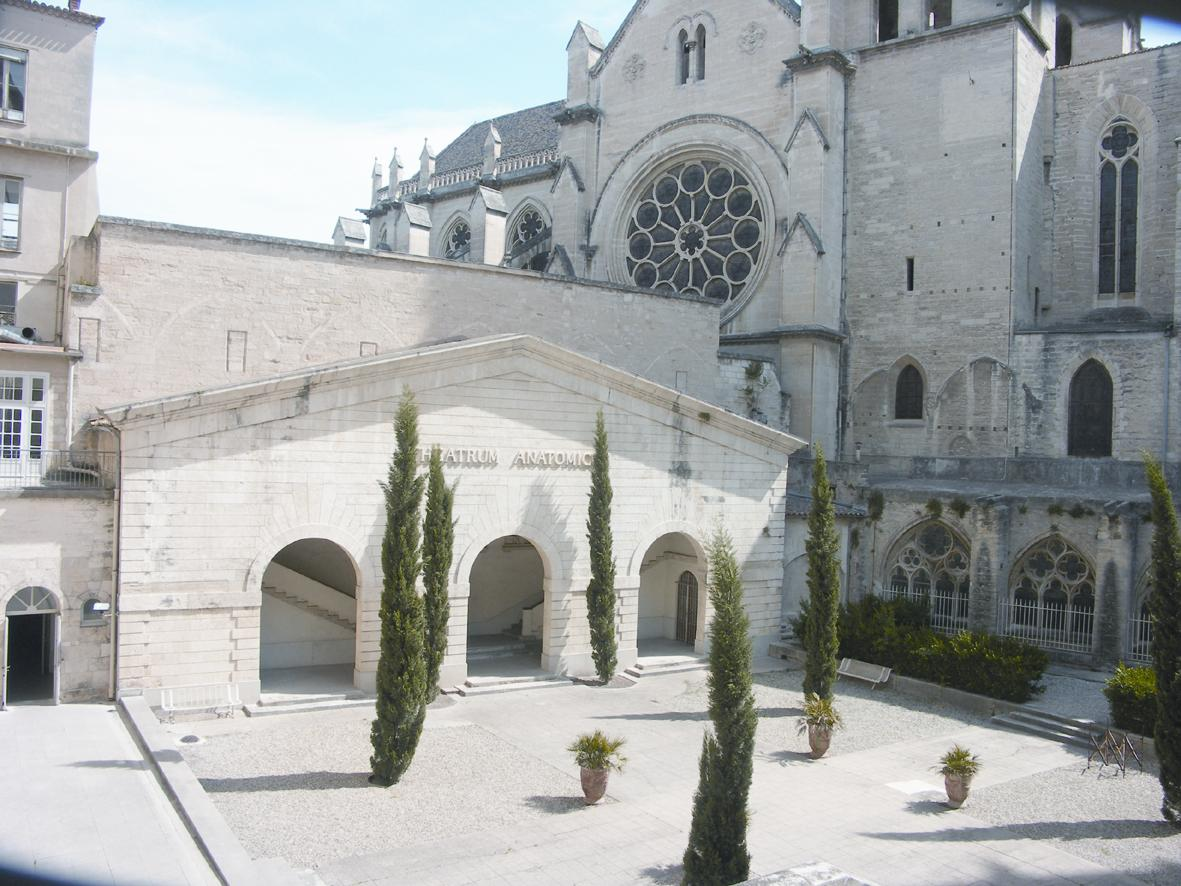
El claustre de Sant-Benoît, fundat per Urbà V, ha esdevingut avui el pati principal de la facultat de medicina de Montpeller.

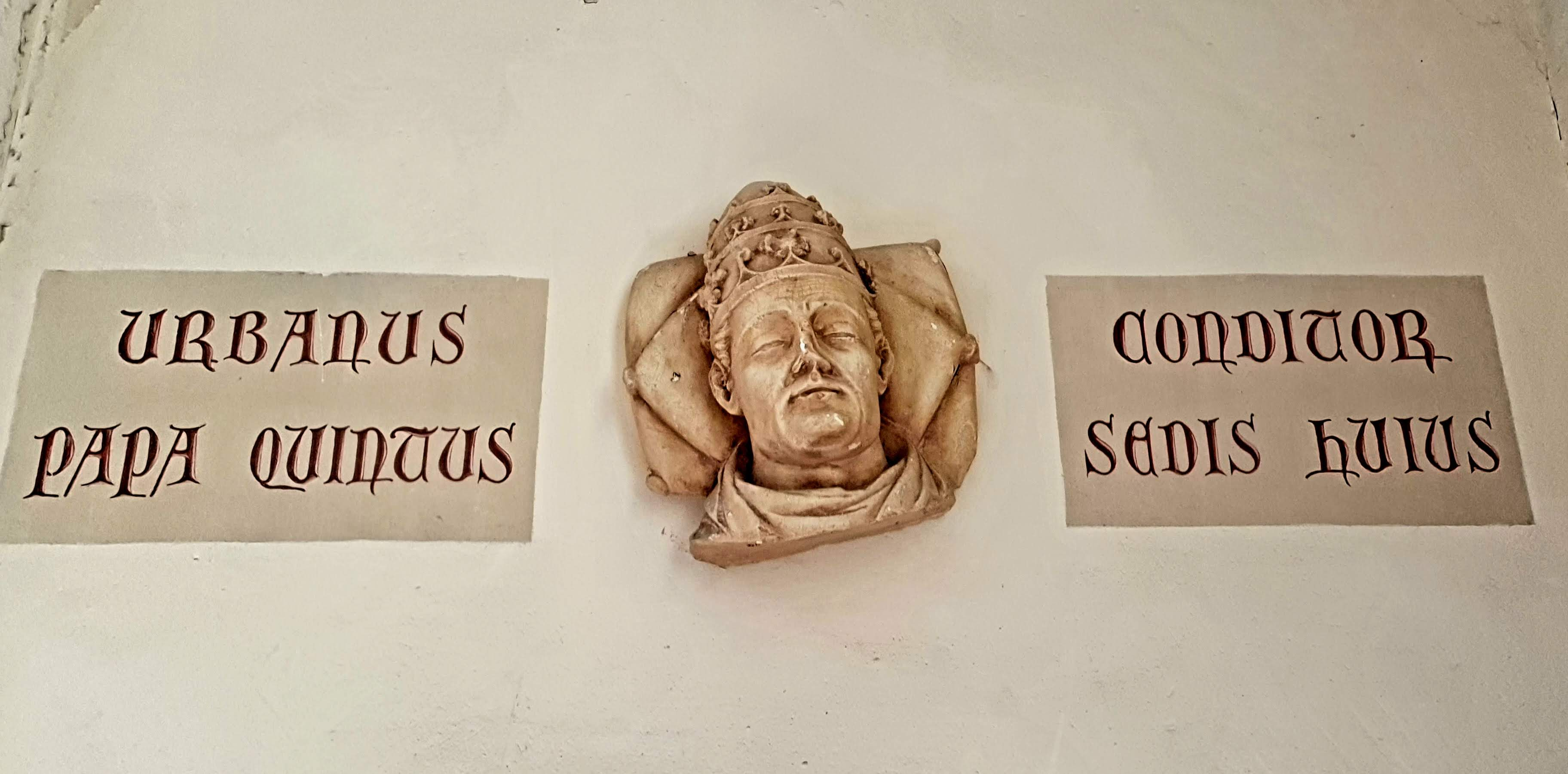
Escultura i plaques en memòria del Papa Urbà V al vestíbul de la Facultat de Medicina de Montpeller.

Abans de la seva marxa cap a Roma, el papa va voler veure per última vegada la seva universitat a Montpeller. A principis de gener de 1367 va fer la ruta, seguit dels cardenals de Boulogne, Canillac, Tarragona i Saragossa. Va ser acollit a Castelnau-le-Lez pel clergat sota la direcció de Pierre de la Jugie, arquebisbe de Narbona. Des d'allà, la processó papal va ser escortada pels oficials del rei de França i del rei de Navarra així com pels cònsols de la ciutat.
Aquests acollien el papa sota un baldaquí de vuit pals guarnits amb vint-i-quatre campanes de plata i decorats amb escuts de l'escut papal i dels de Montpeller. A l'entrada de la ciutat, Urbà V va ser rebut per Lluís I d'Anjou. La processó papal, després d'una parada a l'Hôtel de la Ville, es va dirigir cap a l'església de Notre-Dame des Tables. Després, després d'un berenar, el papa va visitar l'església de Sant Benet en construcció. Es va adreçar a l'arquitecte en aquests termes: "Vaig demanar de fer una església i només heu fet una capella".
El 30 de gener, en presència del Papa, l'arquebisbe Pierre de la Jugie va celebrar la primera missa a l'església de Sant Germà a l'altar on s'havia col·locat un tabernacle d'argent en el qual hi havia consagrada una imatge de la Verge en plata daurada ofert pel papa. El 14 de febrer, Urbà V dedicà la nova església de Sant Benet, l'altar major de la qual dedicà a la Mare de Déu, a Nostre Senyor i a Sant Benet. A les absidioles, a la dreta hi ha un altar dedicat a sant Blai i a l'esquerra a sant Germà. Aquesta cerimònia va ser seguida d'una missa pontificalment cantada. Aleshores, del 15 de febrer al 7 de març, el papa va nomenar nous bisbes a Cahors, Magalona i Nimes. El 8 de març de 1367, va sortir de Montpeller per tornar a Avinyó escortat pels cònsols i notables de la ciutat. Ara estava preparat per marxar cap a Roma.

#### Retorn a Roma

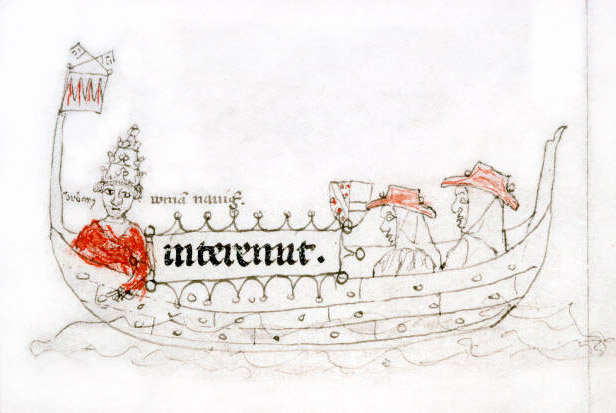
Il·luminació a Miscellanea historica que representa el Papa (l'escut de la barca és seu) i els seus dos cardenals durant el viatge a Roma.

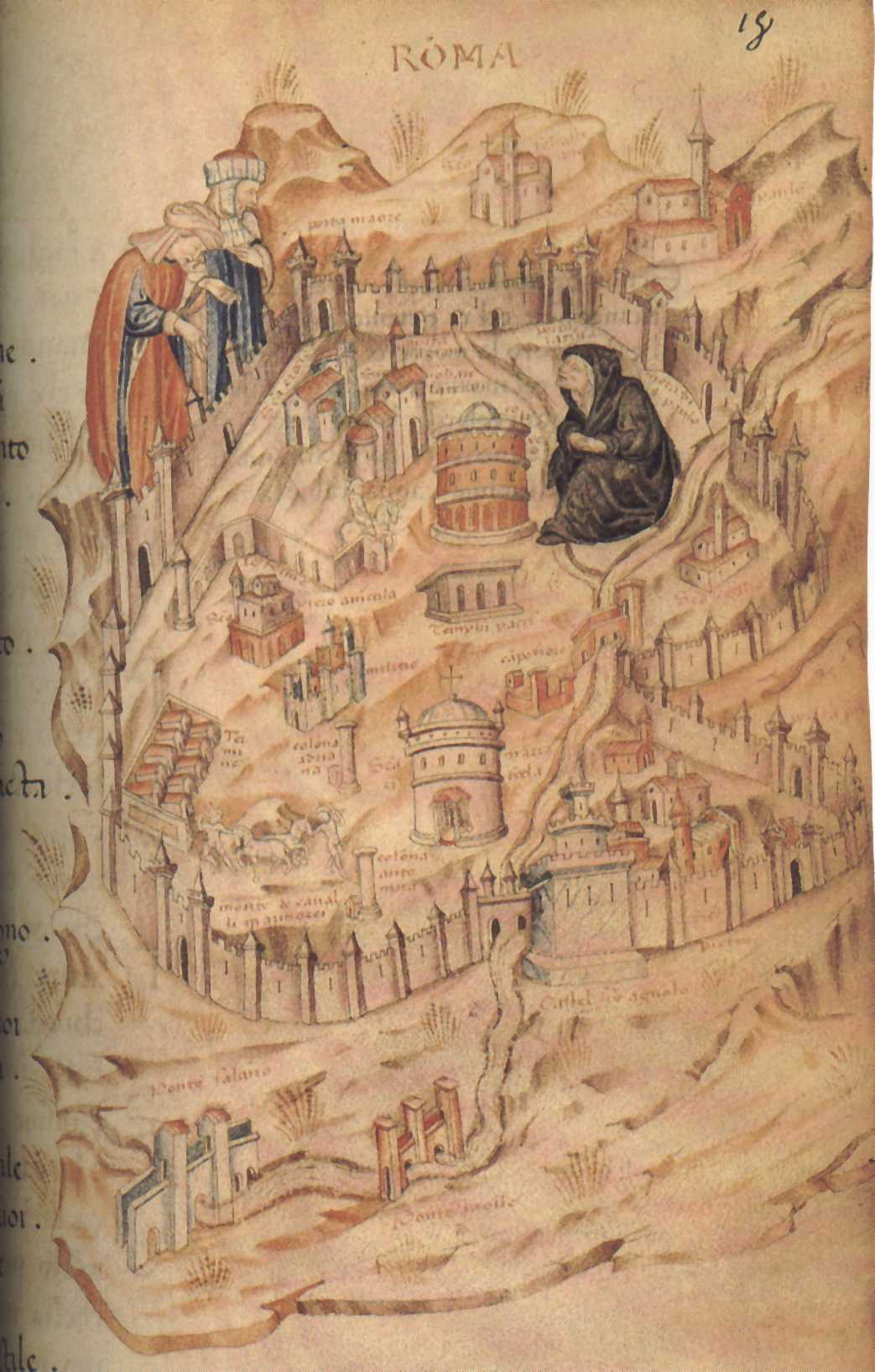
Roma, que va fer bo el món,
tenia el costum de posseir dos sols
que il·luminaven ambdós camins:
el de la terra i el de Déu
Dante
Biblioteca Nacional, f o 18, Sra Italiana 81, Ms italien 81.

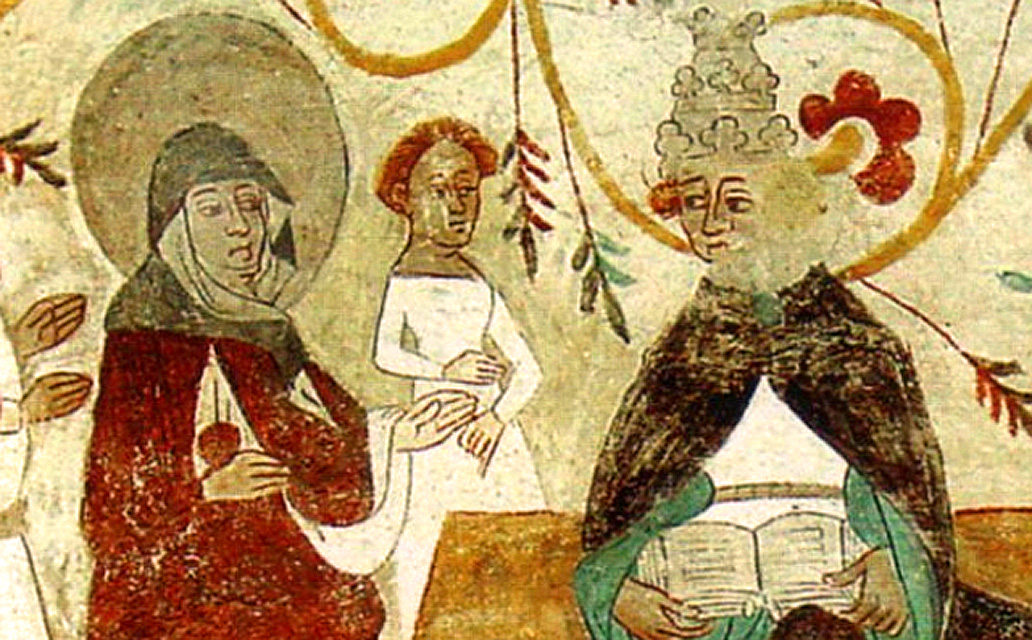
Fresc de Johannes Rosenrod, a l'església de Tensta (Upland), datat el 1437, que representa a Brígida de Suècia i Urbà V.

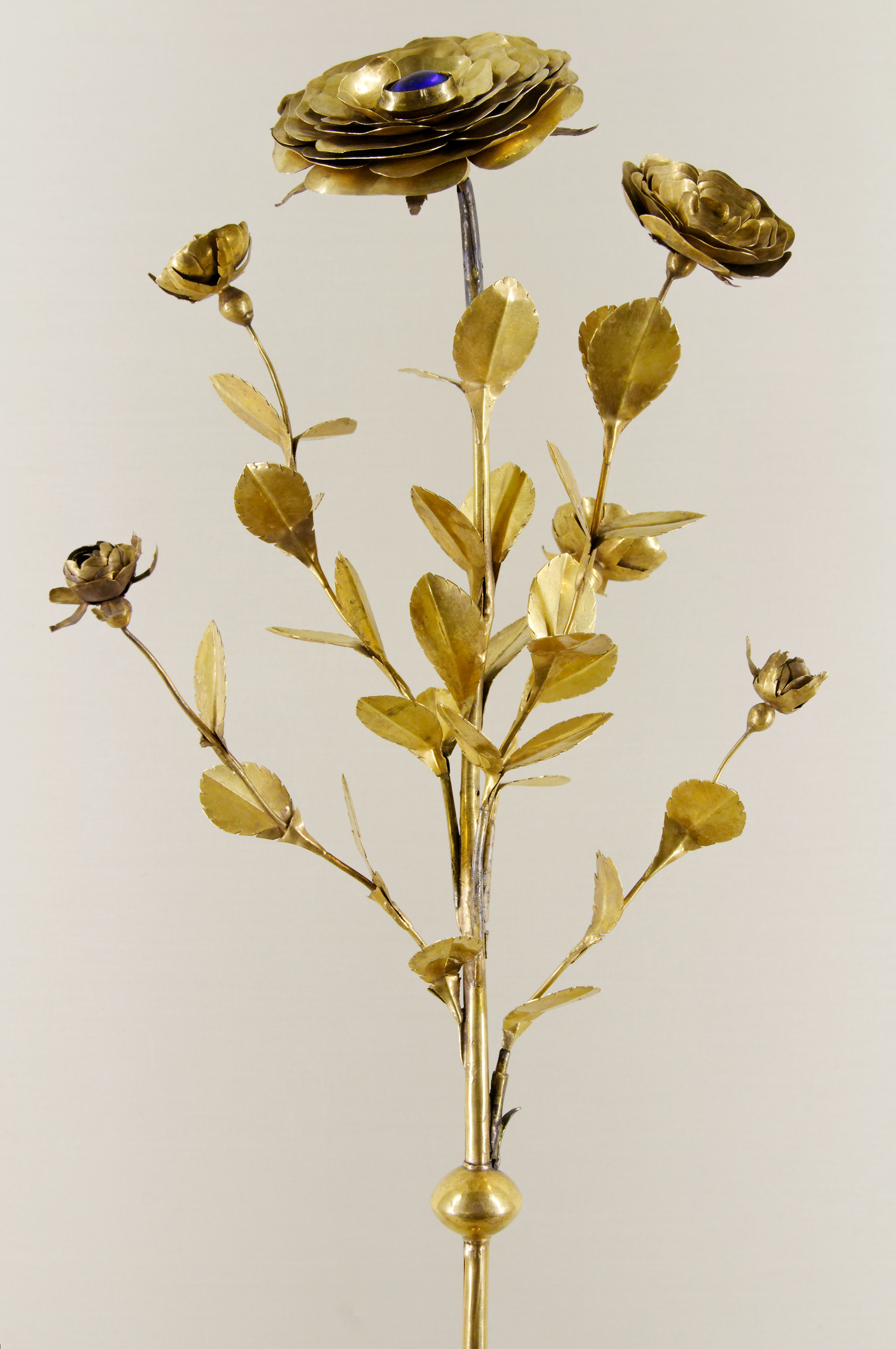
Una rosa daurada pontifícia.

Urbà V havia considerat, molt abans de la seva elecció, que el papa havia de seure a Roma i no en un altre lloc. Durant aquesta primavera de 1367, el mercenari John Hawkwood i la seva companyia de Sant Jordi, després d'haver passat al bàndol papal, van derrotar les tropes a sou de Perusa. Això va permetre al cardenal Gil Albornoz prendre d'aquesta ciutat les ciutats d'Assís, Nocera i Galdo," Terres de l'Església". Després d'haver aparegut una relativa calma a Itàlia després dels seus èxits militars, el papa va sentir que podria establir-se a Roma. Això va requerir un trasllat complet de la cort amb els seus serveis, arxius i subministraments.
Quan s'acostava l'hora de la partida papal, el rei Carles, contrari en principi al retorn a Roma, va fer un últim intent enviant una ambaixada dirigida pel comte d'Étampes. Després d'haver baixat el Saona i el Roine, va ser rebuda per Urbà V el 22 d'abril de 1367. El papa va notificar als francesos que la seva sortida es produiria en una setmana. Aleshores, el canceller de la Universitat de París va iniciar un diàleg no improvisat a la sala del consistori en què va retratar el rei i el papa.
| « | "- Senyor, on vas? - Me'n vaig a Roma. - Per fer-te crucificar una segona vegada? | » |

El 30 d'abril, complint la seva promesa, malgrat aquestes pressions, el papa va abandonar Avinyó per tornar a Roma La seva processó es va aturar primer a Pont-de-Sorgues on va dormir dues nits al castell pontifici.
Urbà V va deixar aquesta ciutat l'1 de maig de 1367, creuar el Durance a Bonpas i dormir a Noves. Des d'allà, el 2 de maig, es va dirigir amb tota la seva Cort cap al port de Marsella. Es va aturar a Orgon l'endemà, després va entrar a Aix-en-Provence el 4 de maig. Dos dies més tard, la processó papal va arribar al gran port on l' esperaven les galeres de Nàpols, Rodes, Gènova, Ancona i Pisa.
El 6 de maig de 1367, mentre esperava embarcar, el Papa va consagrar com a cardenal un jove de vint-i-vuit anys, Guillaume d'Aigrefeuille, homònim del seu oncle. La flota va sortir de Marsella el 19 de maig de 1367. Al capdavant del comboi hi havia el Gran Mestre de l'Hospital, Raymond Béranger, a la seva famosa galera negra. Urbà V, en companyia dels cardenals Pierre Roger de Beaufort i Guillaume de la Jugie, va embarcar-se a una galera veneciana, enviada pel doge Marco Cornero. Estava protegit per cinc galeres vermelles dels cavallers de Rodes.
El 25 de maig, la galera pontifícia s'atura a Gènova. A continuació, el 2 de juny, el convoi s'allibera a Porto-Pisano. El papa va ser rebut el 3 de juny a Corneto per Albornoz, cardenal-bisbe de Sabina, que després el va portar a Viterbo enmig d'una multitud entusiasta. Albornoz amb prou feines va sobreviure a aquest dia de glòria i va morir dos mesos després el 24 d'agost de 1367. El Papa va arribar a Orvieto on va ser rebut per Nicola Orsini, comte de Nola i rector de la ciutat, acompanyat de Nicola Spinelli da Giovinazzo, el guardià dels segells del regne de Nàpols.
L'entrada triomfal d'Urbà V a Roma no es va produir fins al 16 d'octubre. Nicolas d'Este, marquès de Ferrara, va obrir la processó al capdavant de mil genets. Amadeu VI de Savoia sostenia la brida del cavall del papa i darrere seu, a cavall, Rodolf de Camerino sostenia l'estendard de l'Església desplegat sobre el cap d'Urbà V. El papa i els seus cardenals també estaven acompanyats per Nicola Spinelli i Nicola Orsini. Aquest últim, en aquesta ocasió, va ser nomenat rector de Patrimoni. Tot i la satisfacció d'haver assolit el seu objectiu, la diferència amb Avinyó era massa flagrant i Urbà V se sentia incòmode Els cardenals murmuraven.
L'únic que va mostrar una alegria descarada va ser Petrarca. Ho va compartir amb el seu amic Francisco Bruni:
| « | "Les meves paraules mai han coincidit amb el que penso d'aquest pontífex. Li vaig retreure el que creia just, però no el vaig lloar com volia. El meu estil va ser derrotat pels seus mèrits. No és l'home que celebro, és aquesta virtut que estimo i admiro amb estupor. | » |

Una de les primeres persones a demanar audiència al Papa va ser Brígida Birgersdotter, comtessa de Suècia, que es va convertir en monja (va ser canonitzada el 1391). Urbà V només li va poder concedir l'entrevista sol·licitada. Però per reduir la duresa previsible d'aquesta entrevista, va sol·licitar la presència al seu costat del cardenal de Beaufort, més equipat que ell, a través de la seva estada a Itàlia, per respondre a aquesta monja. De fet, va venir a demanar al Papa el reconeixement papal de l'orde del Santíssim Salvador que havia fundat l'any 1346, dos anys després de la mort del seu marit. Va prometre a Brigitte que l'autoritzaria a fundar dos monestirs separats, per a dones i homes, a Vadstena, seguint la regla de sant Agustí
El 17 de març, la reina Joan va anar a Roma a veure el Papa. I per a Laetare, el quart diumenge de Quaresma, mentre Nicola Spinelli va ser nomenat cavaller pel rei de Xipre, Urbà V li va donar la rosa d'or ·  distinció concedida per primera vegada a una dona. El Papa li va dir: "Et dono, estimada filla, aquesta rosa d'un color ple d'alegria, d'olor estimulant i la forma de la qual és la imatge mateixa de la felicitat. "
Alguns van prendre aquest acte polític com un gest de galanteria eclesiàstica que va marcar el suport papal a la reina-comtessa els Estats de Provença de la qual eren amenaçats pel germà del rei de França. Als membres del Sacre Col·legi que estaven sorpresos d'aquesta distinció atorgada a una Dama i que elogiaven els mèrits del rei de Xipre, victoriós de la croada, Urbà V va respondre: "No havíem vist mai l'abat de Marsella o convertir-se en papa! "

#### Lluís d'Anjou i Bertrand du Guesclin ataquen la Provença

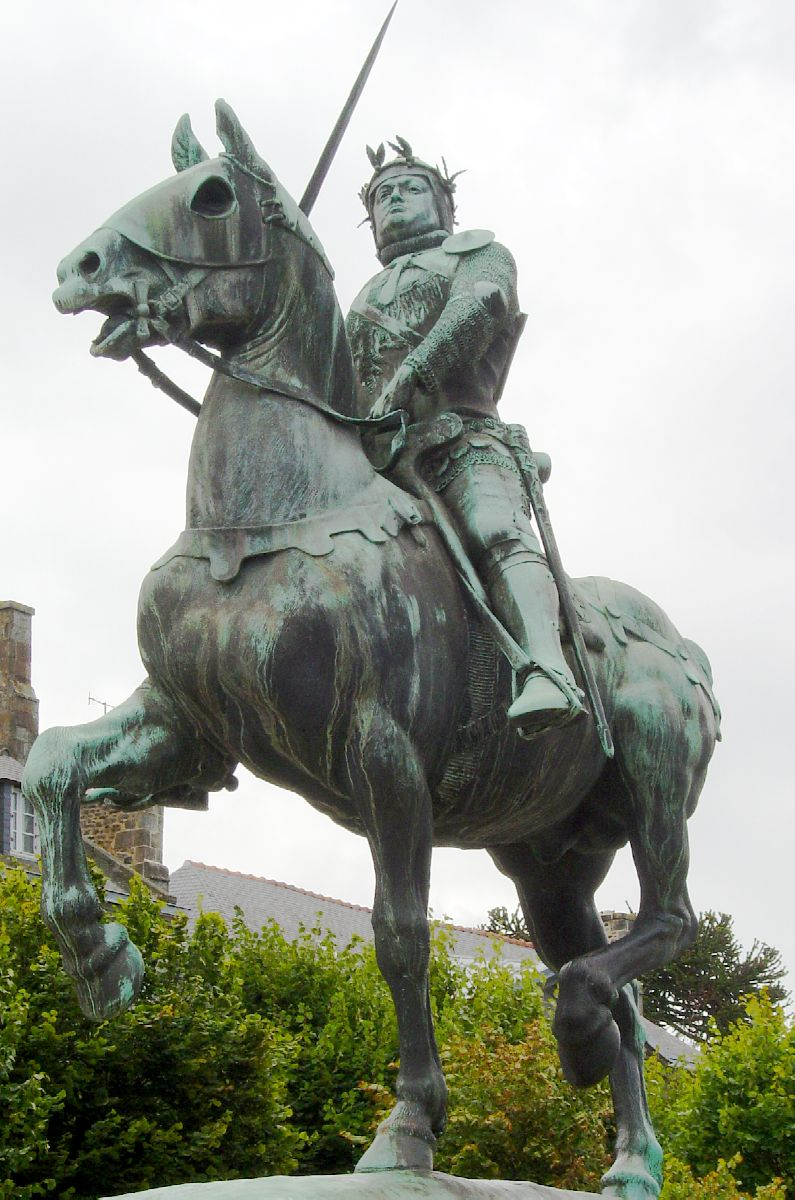
Bertrand du Guesclin,el "Mastí negre de Brocéliande", excomunicat per Urbà V.

Aprofitant la marxa del Papa, Lluís d'Anjou, els senescals del qual estaven infestats per les Companyies de Routiers, va decidir reagrupar-los. A la riba dreta del Roine, els més informats temien que el germà del rei de França fes servir aquests matons amb finalitats molt personals. Aquest era el sentiment de Philippe de Cabassolle, el rector del Comtat Venaissin. Avisat del pas a les diferents diòcesis del Llenguadoc d'una multitud d'homes d'armes, l'11 de juliol de 1367, va anunciar al Papa l'amenaça que suposaven aquestes societàs  a les fronteres occidentals del Comtat i la Provença. El rector, preocupat, va ordenar a Pons Bernard, capità de Carpentras, que tanqués les portes de les muralles de la seva ciutat i que aixequés murs de terra des del castell de Serres fins a la Porta d'Orange.
Urbà V, que va passar l'estiu a Viterbo a la fortalesa construïda pel cardenal Albornoz, es va prendre molt seriosament aquesta amenaça. Davant l'evident desig de Lluís d'Anjou d'envair la Provença i ocupar el Comtat, el Papa va demanar als provençals que es mantinguessin fidels a la reina Joana mitjançant una carta amb bombolles datada el 30 de juliol.
Amb el pas dels dies, l'amenaça es va anar fent més clara. Cap a mitjans de setembre, per ordres d'Angevin, els capitans de la carretera es van traslladar cap a la vall del Roine. Finalment, el 25 de setembre, Olivier de Mauny i les seves tropes s'instal·len a Beaucaire en companyia del duc. Hi van ser confinats a l'espera de l'arribada de Bertrand du Guesclin, encara presoner del Príncep Negre a Bordeus.
L'assumpte es va considerar tan greu a Roma que el 27 de setembre de 1367, una butlla d'Urbà V va excomunicar a tots els que ajudarien els Routiers. Sobretot perquè el papa, jutjant Raimond d'Agoult incapaç com a senescal de Provença, es va sentir obligat, l'11 de desembre, a expressar els seus sentiments a la comtessa-reina: "Creiem que s'adaptarà al vostre honor i estat i us deixem suggerir-ne alguns consells paterns". Va proposar substituir-lo per Guillaume Augier de Forcalquier, el senyor de Viens.
Sons de mal auguri van creuar el Roine. Al senescal de Beaucaire circulava el rumor que, el 7 de febrer anterior, Bertrand du Guesclin, de pas per Montpeller, havia reunit tots els seus Capitans dels Routiers. Va ser allà on va saber que el duc d'Anjou i el seu cosí Olivier de Mauny l'esperaven a Nimes. El bretó va decidir unir-se a ells en companyia del mariscal Arnould d'Audrehem.
Es van haver de preparar per a la guerra. Es va activar el 26 de febrer de 1368 quan Lluís d'Anjou va ordenar a les tropes sota el comandament de du Guesclin envair la Provença. El senescal de Beaucaire, Amiel des Baux, va organitzar el seu pas a l'altra riba del Roine mitjançant ponts de vaixells. La reacció de Raymond d'Agoult, senescal de Provença, en retardar-se, ningú es va sorprendre en saber que, dissabte4 de març de 1368, Bertrand du Guesclin havia posat setge a Tarascó. Durant això, Béranger de Raymond, cavaller d'Avinyó, va ser assassinat, mentre que Louis de Trian, vescomte de Tallard, Bernard d'Anduze, senyor de la Voulte, i Foulques d'Agoult, van ser fets presoners.
Abans que amenacessin Avinyó, Philippe de Cabassolle va començar immediatament les negociacions preliminars amb els Capitans de Lluís d'Anjou. El 23 de març es va arribar a un acord. Per desviar els bretons de la ciutat pontifícia, els habitants d'Avinyó s'havien compromès a pagar-los 37.000 florins amb la promesa de pagar-ne'n immediatament 5.000 Per recuperar aquest deute, Bertrand du Guesclin, l'endemà, va delegar a Janequin le Clerc, el seu advocat anglès, el banquer d'Avinyó, André de Tis, principal de Michel de Baroncelli que va avançar la suma. Però al mateix temps, empreses a sou del duc d'Anjou van posar els peus al comtat de Provença.
El 3 d'abril, el papa va enviar un emissari al rei Carles V Va ser l'encarregat de lliurar-li cartes denunciant l'agressió del seu germà a la Provença, el comtat del seu parent Joan de Nàpols, així com l'escàndol d'aquesta invasió sense causa, sense pretext i sense declaració de guerra. Per fer-se entendre, Urbà V fins i tot amenaça el rei de França amb una resposta liderada per una coalició contra la Sénéhaussee de Beaucaire i el Dolfinat. Dos dies després, el dux de Gènova va rebre un escrit pontifici que li ordenava que no recolzés els atacs directes de França a la Provença.

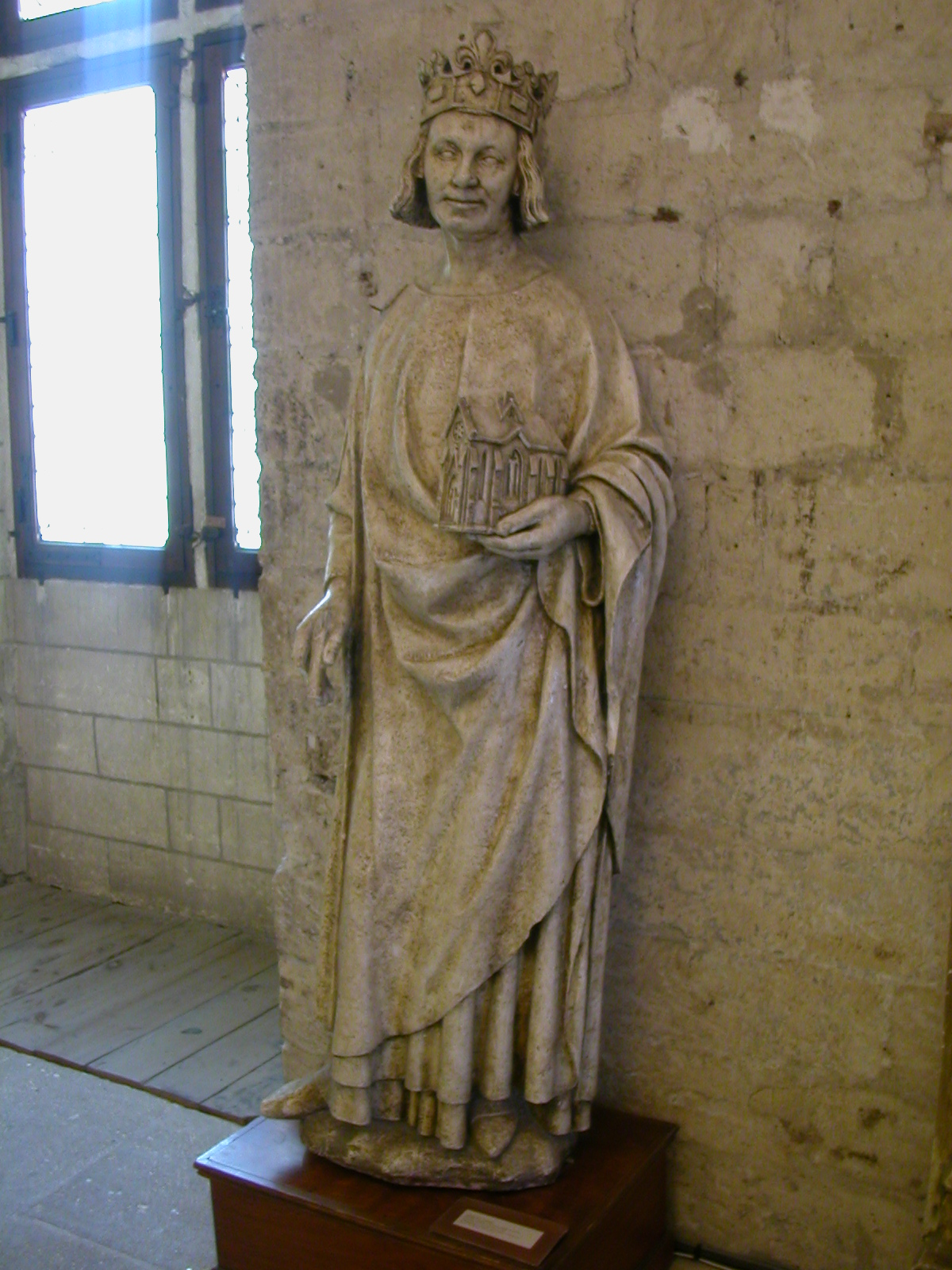
Estàtua de Carles V, rei de França, al Palau dels Papes.

El senescal Raymond d'Agoult, que finalment havia reunit tropes, va acudir en ajuda de Tarascon i Arles, assetjades des del 23 de març per Lord Bertrand. Durant aquest setge, Guiraud de Simiane, Arnaud de Villeneuve i Isnard de Glandevès, senyor de Cuers, foren fets presoners. La reunió dels dos exèrcits va tenir lloc davant d'aquesta ciutat l'11 d'abril.
Luquet de Girardières, tinent del senescal, es va enfrontar al "Duc Negre", que al capdavant de les seves tropes va atacar la cavalleria provençal. L'enfrontament va acabar amb la derrota de les tropes lleials a la reina Joana.
La debacle dels nobles provençals va obligar a posar en marxa mesures ràpides per evitar el desastre. Els Estats de Provença es van reunir d'urgència el 21 d'abril, a Aix-en-Provence, i van encarregar a Louis de Trian, alliberat després d'un rescat, de prendre la defensa de la capital del comtat. Mentrestant, una butlla papal, datada18 d'abril, va condemnar els avignovins que proveïen als bretons assetjant Tarascon. Mentre que el 27 del mateix mes, Urbà V es veia obligat a tranquil·litzar la reina Joana per carta. El Papa li va confirmar que mai es deixaria enganyar per les mentides dels seus adversaris i el va instar a rescatar i ajudar el seu fidelíssim poble provençal.
Això no havia de preocupar els francesos i els bretons. El seu únic problema, de moment, era traslladar nous reforços a la riba provençal del Roine, havent cedit el pont de barques muntat per Amiel des Baux. Es va resoldre el 20 de maig, Lluís d'Anjou havent dissolut Rainier Grimaldi, senyor de Mònaco, que va remuntar el Roine per assegurar el pas dels últims camioners de du Guesclin. Dos dies després Tarascon capitulà.
La incapacitat del senescal de Provença, havent minat la confiança, fins i tot en el Comtat, va ser necessari emetre una butlla pontifícia, datada el 26 de maig, per tornar a posar les ments al seu lloc. Urbà V va ordenar a tots els nobles comtadins que seguissin al peu de la lletra les directrius donades pel rector Philippe de Cabassolle.

#### Batalla de Céreste i revolta dels camperols
Davant d'aquesta agressió, tota la Provença es va preocupar. EL5 de juny de 1368, el Consell de Sisteron, informat dels maltractaments a Bertrand du Guesclin, va decidir seguir l'exemple de les poblacions veïnes que van tancar les portes "plorant que venia el diable". El Consell va dictaminar que tots aquells que es neguessin a fer guàrdia a les muralles o que abandonessin el seu lloc sense haver-hi rebut l'ordre de fer-ho serien castigats amb una multa de 100 marcs d'argent o els tallarien la mà o el peu.
El 12 de juny, el senescal de Provença va dir que se l'informava que Bertrandus de Cliquino - que significa Bertrand du Guesclin - es dirigia amb les seves companyies cap a Barjols, Flayosc i Draguignan.
Però dimecres 5 de juliol, estaven davant d'Aix defensat pel vescomte de Tallard. I mentre els bretons assetjaven amb les seves màquines de guerra, Raymond d'Agoult, fill del senescal, aprofitava per atacar Aigues-Mortes per tal de bloquejar la rereguarda francesa. L'arquebisbe d'Arles, Guillaume de la Garde, després d'haver-se declarat obertament per Lluís d'Anjou, va ser acusat de traïció i crim. El senescal va ordenar al seu lloctinent Luquet de Girardières que s'apoderés dels afers temporals de l'arquebisbe.

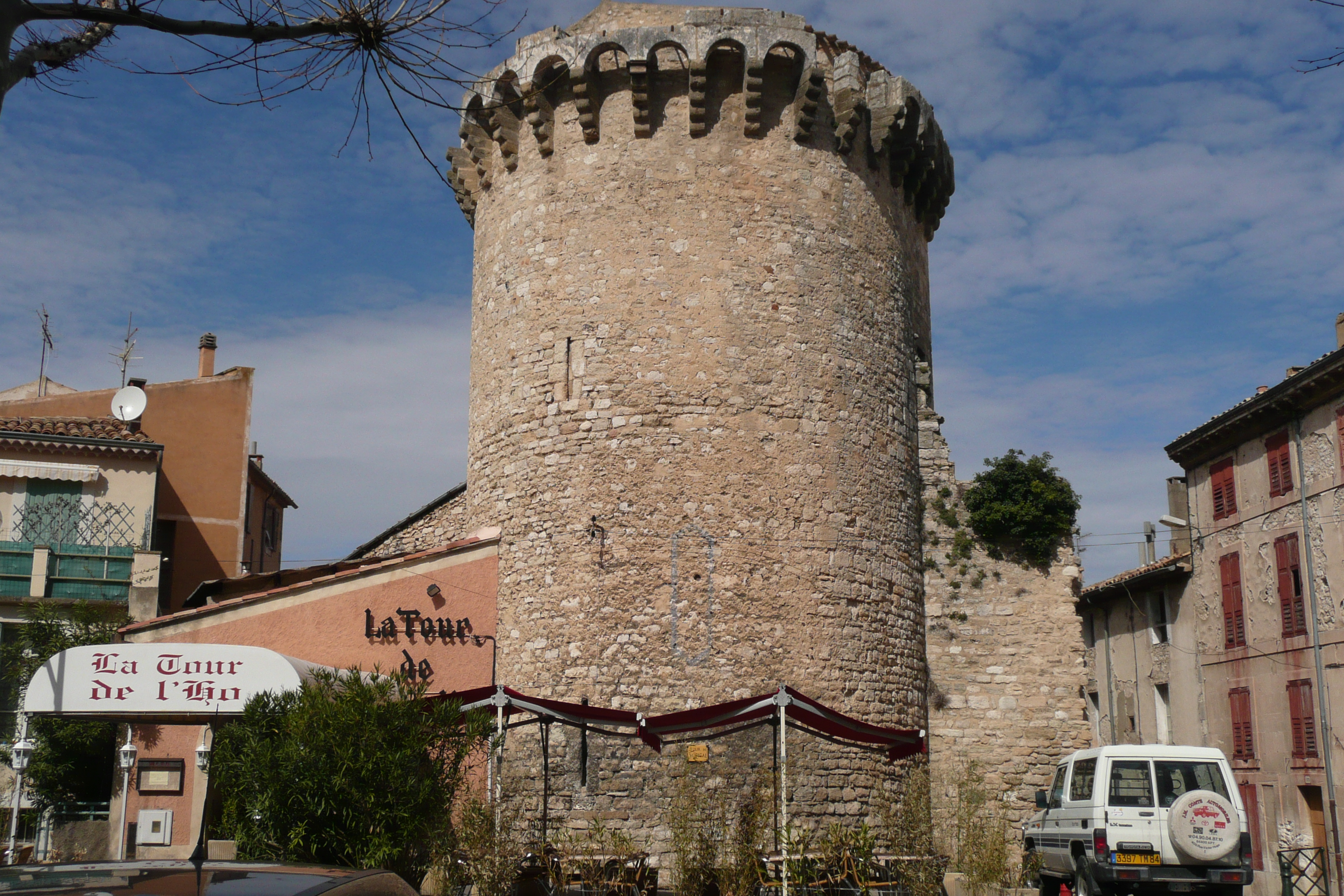
La torre de l'Hospital, vestigi dels remparts d'Apt que van fer retrocedir Mosenhor Bertran de Cliquin.

Els bretons, tot i que continuaven assolant la província cobejada pel germà del rei, es plantejaven una unió amb les tropes dels Grimaldi a Niça. Algunes empreses ja es dirigien cap a la costa. A més es deia que Olivier du Guesclin, germà de Bertrand, anava cap a les Baronnies per establir-se en aquesta regió on s'entremesclaven les terres adjacents del Dauphiné i de la Provença. Va instal·lar, de fet, les seves tropes als feus baronals de la casa de Baux.
Es va donar la confirmació el 18 de juliol de 1368 quan Raymond d'Agoult aixecà quatre-centes llances la flor de la noblesa provençal, per travessar el Luberon i arribar a la vall de Calavon. Els bretons havien evitat atacar Apt perquè la vila estava massa ben protegida per les seves muralles i els seus canons, trenta bombardes guarnides "per lo passage de Mosenhor Bertran de Cliquin". Immediatament les llances del senescal es van llançar a la recerca d'aquest "Llarg Camí".
En arribar a la vista del poble de Céreste, l'avantguarda del senescal va travessar el poble i es va trobar de cara als Routiers. Els genets provençals es van llançar a l'atac. Van ser sacsejats, maltractats, empesos i tallats a trossos amb crits de "Notre-Dame Guesclin!" Va ser novament una derrota aclaparadora.

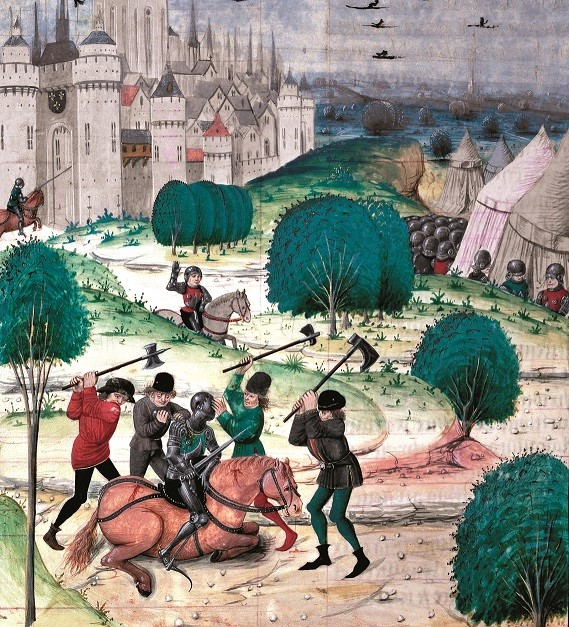
Camperols massacrant un noble.

El 9 d'agost, Raymond, el príncep d'Aurenja, posà la seva ciutat en alerta. El 20 d'agost, Perrin de Savoie i el Bastard de Comminges, que havien abandonat les Baronnies on estava estacionat Olivier du Guesclin, van travessar el riu a Lo Pònt de Sent Esperit. Havien advertit al príncep d'Aurenja que només passarien per les seves terres. La qual cosa no els va impedir saquejar el poble de Sainte-Cécile a la vall d'Aigues.

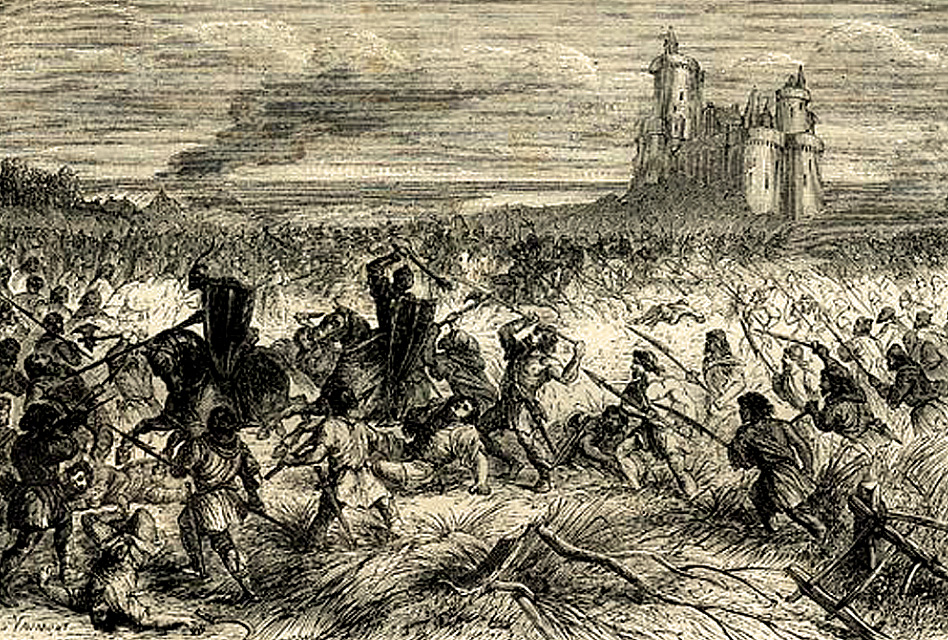
Nobles massacrant camperols rebels.

El pas de les Societats de Mosenhor de Cliquin havia deixat el país sense sang. Tot havia estat arrasat. Pobles, llogarets, bastides i pobles havien estat saquejats, cremats o buidats de les seves provisions. Al Comtat, les imposicions pontifícies que van arribar arran d'aquestes exaccions i saqueigs van provocar una emoció que es va convertir ràpidament en una rebel·lió armada dels camperols.
Era tot un poble el que es va rebel·lar. La repressió dels nobles provençals va ser terrible. A cada llogaret i poble, molts camperols van ser penjats com a exemple, d'altres enterrats vius i, finalment, alguns van ser simplement triturats sota les moles. Les seves dones i filles van ser violades.
A Montefiascone, la notícia dels fets de Provença té l'efecte d'una catàstrofe. Encara que es va quedar atrapat entre la seva simpatia per la causa francesa i el seu fàstic pels abusos comesos pel germà del rei a la Provença, Urbà V no va vacil·lar. Una butlla datada l'1 de setembre de 1368 va excomunicar Bertrand du Guesclin i la seva camarilla. Estava completament amagat a França. Carles V va cridar immediatament als cardenals del partit francès perquè l'anul·lissin. Urbà V no va cedir i l'excomunió es va fer pública el 14 de setembre.

#### Croada contra els Visconti i recepció a Roma de dos emperadors

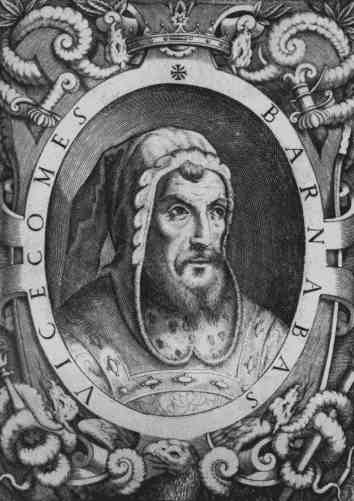
Bernabé Visconti contra qui Urbà V va predicar la croada.

El 1367 va morir Albornoz, la qual cosa va suposar la tornada de les sublevacions que el cardenal, durant el seu mandat com a llegat, havia suprimit. La pèrdua del seu col·laborador, unida a la represa de les hostilitats entre el Regne de França i el Regne d'Anglaterra, immersos en la Guerra dels Cent Anys, després d'un període de pau aconseguit el 1360 amb la Pau de Bretigny; van determinar Urbà V a retornar cap a Avinyó.
A la primavera de 1368, Carles IV de Luxemburg va abandonar Praga, la seva capital, i va emprendre la seva darrera calata, la tan temuda visita a les ciutats de la península. Oficialment, va arribar per a la coronació d'Isabel de Pomerània, la seva quarta esposa, però sobretot per intentar prendre el control de la situació a la Toscana.
Poc tement l'emperador, durant el mes d'abril, Bernabé Visconti i Can Signorio, senyor de Verona, van envair la regió de Màntua. EL30 de maig, Urbà V va declarar Visconti culpable de revolta contra l'Església i va predicar la croada contra ell. Aleshores, el papa esperava que Carles de Luxemburg prengués la iniciativa.
L'emperador va arribar a un altre lloc a Pàdua el 17 de maig de 1368. El 12 de juny s'instal·là a Figheruola on se li va unir el cardenal Anglic de Grimoard al capdavant de les tropes papals i després les de la reina Joana. Petrarca mateix abandona Arqua per anar a Udine seguint a Carles IV, i participar en la guerra que l'Imperi anava a fer contra els Visconti. Urbà V va nomenar el seu germà llegat anglic en lloc del cardenal Androin de la Roche. Però el 27 d'agost de 1368, per desfer-se de l'afer milanès, l'emperador va concloure una treva amb Bernabé Visconti.
Va ser novament a Montefiascone on el Papa va saber de la nova devastació causada pels condottieres italians. Bernabé Visconti s'havia girat contra la Toscana que havia devastat i desolat, el seu gendre Joan Hawkwood –el Falcó dels Boscs– havia saquejat i saquejat Ravenna. Urbà V no va apreciar ni aquest país que li era estranger si no estrany, ni els italians amb les seves combinacions. Ho va fer saber al seu germà Anglic, que s'acabava d'incorporar a ell. Emocionat, tant per la vida que va tenir a Itàlia com per la voluntat francesa de posar mans a la Provença en la seva absència, li va comunicar la seva intenció de tornar a Avinyó i confiar-li la direcció dels Estats Pontificis italians.
Sens dubte, aquest va ser el motiu pel qual el 22 de setembre de 1368, quan va designar els nous membres del Sacre Col·legi, dels vuit incardinats, només un era d'origen italià. El clam a Roma va ser general. Aquestes amargues recriminacions van agafar un to més suau quan va arribar l'emperador germànic amb tota la seva suite. Urbà V el va rebre a la residència d'estiu a mitjans d'octubre i va aprovar la petició de Carles de coronar la seva dona emperadriu. El 21 d'octubre, els dos vicaris de Crist es van unir a Roma per a la cerimònia de coronació. Va tenir lloc l'1 de novembre . Llavors l'emperador va fer negociar una nova treva amb els Visconti fins a principis de maig de 1369.
EL15 d'abril de 1369, aprofitant la pausa, Urbà V proclamà sant el seu padrí Elzéar de Sabran a la basílica de Sant Pere de Roma, en presència de Lluís de Sabran, senador de Roma.
[[Fitxer:Urbain V par Ferloni 1903.jpg|miniatura|{{nobr| Urbà V rebent Joan V Paleòleg, emperador de Constantinoble, a Roma.]]

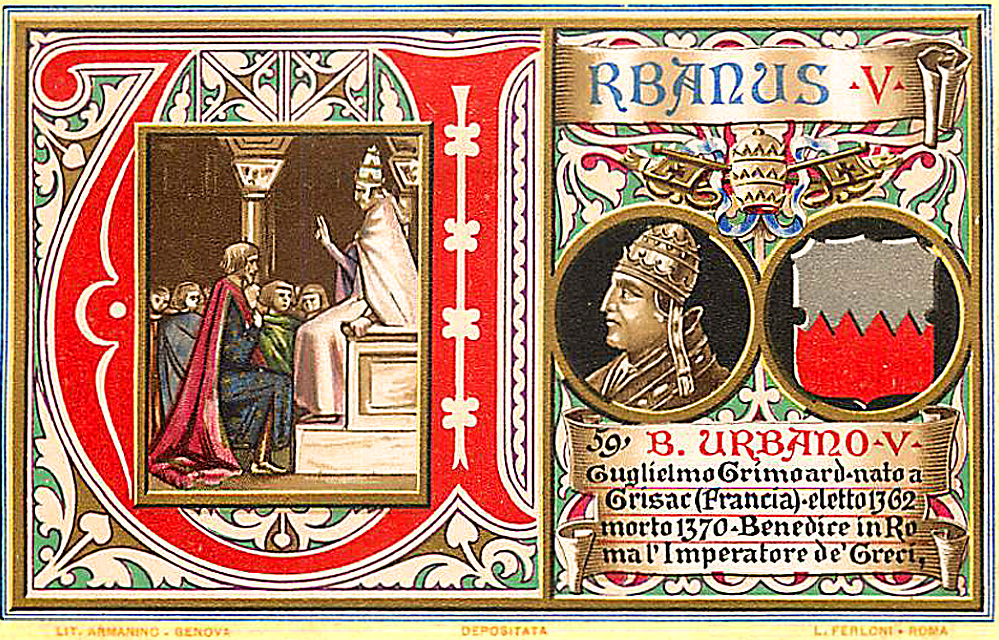
nobr| Urbà V rebent Joan V Paleòleg, emperador de Constantinoble, a Roma.

A finals d'abril, la treva amb Milà no es va allargar. El Papa i els Visconti estaven de nou en "gran discòrdia i guerra". I la Companyia de Sant Jordi de John Hawkwood va començar a assolar de nou els Estats Pontificis. No obstant això, aquest va ser el moment que Joan V Paleòleg, emperador de Constantinoble, va optar per anar a Itàlia per estar amb el Papa. La necessitat urgent d'ajuda dels cristians occidentals als cristians orientals contra els turcs l'havia empès a renunciar a la seva fe. Ho va proclamar solemnement el 18 d'octubre de 1369 a l'Església de l'Esperit Sant a Roma posant teòricament fi al cisma. Aquesta iniciativa aïllada va tenir poc èxit en el que quedava del seu imperi i els "exèrcits francs" no havent acudit en el seu auxili, la gran unió de cristians no es va produir mai.
Després d'haver passat l'hivern a Roma, Urbà V va tornar llavors a la seva residència al començament de l'estiu de 1370. Durant aquest, el papa va saber de la revolta de Perusa. Preocupat, va optar per abandonar Montefiascone per refugiar-se a Viterbo. Al seu torn, la ciutat va ser amenaçada pels perugins que van venir a assetjar-la amb la Companyia de Saint-Georges. El 4 d'agost, els napolitans es van rendir Perusa que havia rebut reforços de milanesos, florentins, romans i venecians.

#### Retorn a Avinyó i mort
El papa, cansat, va prendre llavors la decisió pública de tornar a Avinyó."Informada, Brígida Birgersdotter el va maleir: "Si torna al país on va ser elegit papa, rebrà ràpidament un cop o una bufetada que li apretaran les dents i li cruixen. La seva visió quedarà enfosquida, es posarà pàl·lid i se li tremolarà tot el cos (…)" El que li va prometre la comtessa sueca semblava poc comparat amb el que estava vivint a Itàlia. El 26 de juny de 1370, en una butlla datada de Montefiascone, Urbà V informava als romans del seu retorn a Avinyó:
| « | No tenim cap dubte, estimats fills de Roma, que després d'alegrar-vos en la nostra presència, els vostres cors s'entristiran en conèixer la marxa del vostre pare. Temeu que els pontífexs romans, els nostres successors, renunciïn a venir a Roma, veient que en comptes d'arreglar la nostra estada, com esperàveu, ens hi vam quedar molt poc temps. Lamentem aquest esdeveniment; però, per al vostre consol, per a la instrucció dels qui avui viuen o que vindran després de nosaltres, afirmem als nostres successors, al món, a la posteritat que no hem estat turbats durant els tres anys passats enmig vostre. En proposar-nos creuar el mar amb l'ajuda del Senyor, tenim el pensament de ser útils a l'Església universal i al país on anem. El nostre cor roman enmig teu. Lluny, et donarem suport com si estiguessis present amb nosaltres. Per això us preguem, us manem que us consoleu per la nostra partida, així com pels homes plens de força i saviesa. Mantingueu la pau i l'harmonia, vetlleu que la nostra ciutat perseveri en aquests bons sentiments i fins i tot millori, de manera que si nosaltres o els nostres successors tenim el pensament de tornar a Roma per motius justos, no ens deixem desviar pels problemes que hi podrien regnar. | » |

La reina Joana va donar immediatament la missió a Nicola Spinelli, el nou senescal de Provença de preparar el retorn papal. A petició seva, sortint de Marsella, Estève Brandis va atracar el 5 de setembre a Corneto amb les seves trenta-quatre galeres. Urbà V, esgotat per la vida que li havien portat els italians des de la seva arribada, tornava a la Provença. El 16 de setembre, el pontífex va arribar al Port Vell i es va incorporar a Avinyó, en petites etapes, onze dies després.
Esgotat, Urbà V va decidir, per descansar, anar a Castèunòu, on la collita estava en ple apogeu. Després, a finals de setembre, una mica recuperat, el papa va fer una visita a Carpentras, on va ser rebut pel bisbe Jean Roger de Beaufort i el rector Philippe de Cabassolle.
Una de les seves primeres decisions va ser nomenar un nou rector del Comtat en la persona d'Étienne Aubert, abat de Saint-Allyre. Aleshores va voler posar fi a la lluita fronterera que continuava entre les tropes provençals i les del Dauphiné aliades amb els bretons d'Olivier du Guesclin. Per això, va negociar una treva. Es va signar el 19 de desembre de 1370 entre Nicola Spinelli, senescal de Provença, i Amiel des Baux, senescal de Beaucaire. El "Llarg Camí" dels bretons va sortir de la regió.
El mateix dia que es va signar la treva, el Papa, turmentat per la malaltia de la pedra, va morir a Avinyó l'any amb la Librea del seu germà. Va ser enterrat per primera vegada a Notre-Dame des Doms d'Avinyó. Després d'haver desitjat que el seu cos fos enterrat a la manera dels pobres, a terra, després reduït a cendres i que els seus ossos fossin portats a l'església abacial de Marsella, el 31 de maig de 1372, sota la direcció del seu germà, el cardenal Anglicus, les seves restes van ser exhumades de la tomba de la catedral d'Avinyó i traslladades a Saint-Victor. El 4 de juny de 1372, les seves despulles van ser acollides per l'abat Étienne Aubert, rector del Comtat, i el cardenal Guiu de Boulogne va pronunciar el seu panegí funerari..  A l'abadia, la seva tomba d'estil gòtic extravagant, avui desapareguda, va ser encarregada per Gregori XI i executada pel lapidari Joglarii 53. A Montpeller, el mateix any, la nit de Nadal, va tenir lloc una grandiosa cerimònia en memòria seva. La tomba del papa a Sant-Victor va desaparèixer sens dubte durant els disturbis revolucionaris. En lloc de la tomba, al cor de l'abadia, es va col·locar l'any 1980 un motlle de la figura jacent que hi havia al cenotafi de l'antiga església de Saint-Martial d'Avinyó. No es va trobar el taüt que estava envoltat de ferro i cobert de vellut.

## Les seves fites
Guillaume Grimoard va ser un home d'estudi especialment preocupat per desenvolupar la cultura i la ciència tant dels estudiants com dels monjos que se li havia confiat "per assegurar la seva fe ortodoxa i donar un profund interès a les seves vides". Esdevingut papa, va enriquir considerablement la biblioteca pontifícia que conté un gran nombre d'obres sobre història del dret, teologia i filosofia. La seva declaració d'intencions sobre la necessitat de coneixement i coneixement ens és coneguda:
| « | "M'agradaria que els homes doctes abundessin a l'Església de Déu. No tots els que crio i recolzo seran eclesiàstics, estic d'acord. Molts es convertiran en religiosos o laics, els altres romandran al món i es convertiran en pares de família. Bé! sigui quin sigui l'estat que abracen, encara que exerceixin professions de treball manual, sempre els serà útil haver estudiat. | » |

### Assoliments arquitectònics
Urbà V, tan preocupat pels interessos espirituals, va ser molt generós en el finançament de nombroses obres.
Va aprofitar la seva posició per promoure l'ensenyament fundant diversos "estudis", un tipus de casa d'ensenyament superior destinada a preparar els joves per a les universitats, sobretot a Trets, Manosque, Saint-Germain-de-Calberte, Saint-Roman-de-Codières,
Va treballar per crear diversos col·legis universitaris (Aurenja, Cracòvia el 1364, Viena el 1365), i una escola de música a Tolosa. Però va ser sobretot la Universitat de Montpeller, molt sacsejada per les plagues i el pas dels Routiers, la que es va beneficiar de la seva clemència.

#### A Avinyó i al Comtat Venaissin
Urbà V va fer construir jardins adjacents al palau papal i construí la Roma,  una llarga galeria d'un pis, perpendicular a la Torre dels Àngels. Per a aquest assoliment, l'arquitecte va ser Bertrand Nogayrol i el papa disposava d'aquesta galeria, avui desapareguda, decorada per Matteo Giovanetti, assenyala Matthieu Janet en els registres pontificals. 
A més, va donar un nou impuls a les vinyes de Châteauneuf, que formaven part de l'estat d'Avinyó, en ordenar que s'hi plantegés raïm Muscat.
Sota el seu pontificat, el 1363, es va restaurar el recinte sud-oest de Malaucène. Una inscripció indica aquesta restauració sobre la "Porte Chaberlain":
| « | L'any de Nostre Senyor 1363, sota el pontificat de Nostre Senyor Papa Urbà, aquesta porta es va fer per ordre dels senyors Philippe, rector, i Jean, capità del comtat de Venaissin, i per cura de Guillaume Chaberlain.. | » |

#### A Gévaudan
Molt proper als seus orígens gavaldans, i va tenir ganes, durant tota la seva vida pontifícia, d'afavorir el seu país. Això va provocar, sobretot, un enriquiment de l'actual Losera amb edificis religiosos i vies d'accés. Així va construir una església a la Canourgue, una església parroquial a Grizac, el seu poble natal, embelliments al priorat de Chirac i un pont a Quézac sobre el qual es va construir una capella. Per ordre seu es va erigir la Col·legiata de Bédouès, l'any 1363, un priorat fortificat que albergava la tomba dels seus pares a la vila on va ser batejat, així com la Col·legiata de Quesac, l'any 1365.
Havent reservat el bisbat de Mende per raons econòmiques, destina els ingressos a la construcció de la catedral de Notre-Dame i Sant-Privat, en substitució de la catedral original. La catedral anterior no va ser destruïda, sinó magnificada.
Va restaurar el priorat de Grizac, situat a la parròquia de Bédouès, i aquesta senyoria va quedar, a més, exempta de tots els impostos, esdevenint així terra lliure. Aquest privilegi, conservat fins al  segle xviii, va ser concedit pel rei Carles V, en agraïment al Papa.

### Educació
Yves Renouard, analitzant la seva acció apostòlica i acadèmica va explicar: "La seva bondat i la seva voluntat de divulgació de la ciència es manifesta amb la seva generositat envers un bon nombre d'abadies, entre les quals la de Monte Cassino i les principals Universitats: li encanta fundar, entre elles, col·legis. que acollirà estudiants pobres". Va ser en aquest context que, per ajudar els seus joves compatriotes, va fundar a Montpeller, l'any 1360, el col·legi de Douze-Médecins posat sota l'advocació de Sant Mateu, per als estudiants de medicina del Gévaudan Aquest attachement a la medicina s'explica, en part, per la seva amistat amb un dels pares de la cirurgia, Guy de Chauliac. Després, el 1364, va fundar el col·legi dels Sants Benet i Germ``a, destinada a acollir estudiants de teologia, dret canònic i arts liberals.
Va fundar la Universitat de Cracòvia l'any 1364, la facultat de teologia de Pàdua, un col·legi de Bolonya i va reformar els estatuts de les universitats de París, Orleans i Tolosa. .
Per tal d'ajudar a educar els joves del seu país (Gévaudan), va fundar un "  studium  " a Saint-Germain-de-Calberte, una mena de primer seminari, totalment reservat als monjos 91. Aleshores, els alumnes havien d'anar a Avinyó per fer l'examen. Amb el mateix esperit, va fer de l' abadia de Saint-Roman prop de Beaucaire un studium i la va fer fortificar.

### Missions
Va afavorir les missions de les Illes Canàries, i va restaurar el primer bisbat de Pequín, llavors anomenat Khanbalik erigit per Joan XXII, on va enviar Guillem de Prato acompanyat de dotze germans menors. També és a Urbà V a qui devem l'enviament de missioners a Dalmàcia, Moldàvia, Valàquia, Bulgària, Creta, Armènia, Escítia, Rússia, Escandinàvia i el nord d'Àfrica. .

### Beatificacions i canonització
La canonització més notable del seu pontificat va ser la d'Ausiàs de Sabran, el seu padrí, que es va celebrar el dia 15 d'abril de 1369 a Roma També va canonitzar Ponç de Lauzière, prior de Saint-Martin-de-Colombe, a la diòcesi de Lodeva.
Va ser mitjançant dues butlles el 1369 i el 1370 que va ordenar que s'iniciés el procés de canonització de Carles de Blois. Aquest últim podria haver estat canonitzat al segle xiv, però la butlla ha desaparegut, i després fou beatificat per Pius X l'any 1904.E

### Economia
Avinyó va ser un important centre de consum que va donar suport a l'agricultura a les regions properes i és un soci important en el comerç europeu. Urbà V va crear, doncs, oficials especialitzats a les regions (per exemple, Llenguadoc o Borgonya) encarregats de negociar i de retornar tal o tal producte o mercaderia.  Visitaven centres de producció i assistien a fires. Aquesta pràctica permetia estalviar al marge dels comerciants que habitualment transportaven els productes a Avinyó.
L'any 1363, a Avinyó, Francesco, fill de Marco Datini, un toscà de Prato, malgrat l'anunci de la sortida d' Urbà V, va considerar oportú desenvolupar el seu negoci comercial. Va unir forces amb Niccoli di Bernardo per vendre, a la Cort Pontifícia, articles de Llombardia i ciutats toscanes. El seu èxit comercial va ser tal que en menys de dues dècades es va convertir en el comerciant més gran i ric d' Europa occidental .
El mateix any, el Papa va donar llicència al mestre confeccionador Auseta per establir-se a Apt. Dos anys més tard, l'any 1365, quan va anar a la tomba del seu padrí Elzéar de Sabran, el confiturador d'Aptesi li va oferir "fruita confitada amb panses."  Aquesta és la primera menció de l'elaboració de "melmelades seques" a la ciutat provençal.
A partir de18 de març de 1368, de Roma, Urbà V va fer pública una butlla per preservar l'activitat econòmica d'Avinyó després de la seva marxa. Per evitar qualsevol recessió, va encarregar als seus cardenals Raymond de Canillac i Jean de Blauzac, d'acord amb el rector Philippe de Cabassolle, la concessió de llibertats i privilegis als artesans. Les primeres ciutats foren els comerciants i comerciants de llana, que havien d'estar exempts de tallar, la segona, els moliners, que tenien el dret d'instal·lar molins a la riba de la Sorgue i la Durance. El que el papa no va poder evitar va ser la crisi de la sobreproducció de vins a la regió d'Apt. Els volums que ell i els seus cardenals van aportar van ser tals que la sortida d'Avinyó d'Urbà V i després de Gregori XI va provocar una caiguda econòmica fins al juny de 1396.

## La seva beatificació
Abans de la seva marxa  cap a  Roma, Gregori XI, per alleugerir la pena dels provençals i conta dins, va aprofitar la seva estada a l'abadia de Sant Victor per ordenar una enquesta sobre la "fama de santedat" del seu predecessor. Durant mesos, els notaris papals van recollir milers d'atestats que descriuen amb detall els miracles i les curacions atribuïdes a Urbà V. Aquesta investigació va ser interrompuda l'any 1379, per reprendre's l'any 1390 per ordre de Climent VII, el primer papa d'Avinyó del Gran Cisma.

### Les primeres peticions
Entre 1372 i 1376, Lluís d'Anjou va decidir finançar amb fons propis les despeses del procés de canonització del seu sogre Carles de Blois. Seguint el seu exemple, va donar instruccions al difunt Papa Urbà V i a Delfina, "l'esposa de Sant Elzear, comte d'Ariano". Un nou procés de canonització va ser demanat per Valdemar IV de Dinamarca i promès pel papa Gregori XI l'any 1375. Però la crisi del Gran Cisma que va sacsejar l'Església catòlica el va aturar ràpidament. Així que no va ser fins al 10 de març de 1870 que va ser declarat beat pel papa Pius IX.

## Punts destacats del seu pontificat
- El 22 de setembre de 1362, van entrar en conclave els vint cardenals del Sacre Col·legi.
- L'any 1363, Urbà V s'encarrega de l'elecció i nomenament dels bisbes amb una renda de més de 200 florins i de tots els abats els ingressos dels quals superen els 100 florins[108]
- El 18 de setembre de 1366, Urbà V va nomenar cardenals per primera vegada al consistori. Aquesta promoció n'incloïa tres: Anglic de Grimoard, el seu germà, Guillaume Sudre i Marco de Viterbo.
- El 12 de maig de 1367, abans de la seva marxa cap a Roma, Urbà V va decidir per segona vegada imposar el barret del cardenal. Només n'hi havia un promogut: Guillaume d'Aigrefeuille el Jove
- El22 de setembre de 1368, Urbà V, durant la seva tercera promoció de cardenals, va designar: Arnaldo Bernardi (o Bertrandi),[109] Philippe de Cabassolle, Simon Langham, Bernard du Bosquet, Jean de Dormans, Étienne de Poissy (o París), Pierre de Chinac (o de Bagnac) i Francesco Thebaldeschi.
- El 7 de juny de 1370, Urbà V va fer el seu quart i últim nomenament de cardenals. Aquesta promoció n'incloïa només dos: Pierre d'Estaing i Pietro Corsini.

## Homenatges

### Ciutats
Des de llavors, diverses ciutats que va visitar li han retut homenatge. Així, l'any 1874 es va erigir una estàtua seva a la plaça davant de la basílica-catedral Notre-Dame-et-Saint-Privat a Mende. El lloc on es troba porta el seu nom des d'aleshores. A Avinyó, el Palau dels Papes té un jardí que porta el seu nom i que és un dels moments forts de la festa, una policlínica també porta el nom d'Urbà V. Un carrer de Marsella va rebre el seu nom i una figura jacent va ser col·locada a la cripta de Sant-Víctor. La ciutat de Montpeller, on va fer una part dels seus estudis, també va batejar un carrer en el seu honor. L'any 2015, l'arxiprestat de la catedral d'Uzès va nomenar una sagristia en el seu honor.

### Sender Urbà V - Ruta de senderisme GR de llarg recorregut
L'any 2010, l'associació "Les Amis du Beat Papa Urbain V " va proposar als departaments de Lozère i Gard el recorregut d'una ruta de senderisme que passa per llocs de memòria vinculats a la vida i l'obra del Papa Urbà V. Aquesta ruta va ser homologada com a GR per la Federació Francesa de Senderisme (FFR) el 15 de juny de 2014 sota el nom de Chemin Urbain V o GR 670. Aquesta ruta de 329  km uneix Nasbinals (Lozère) amb Avinyó (Vaucluse) travessant el Gard. Es tracta d'una ruta de senderisme de gran recorregut que connecta quatre llocs del patrimoni mundial de la UNESCO: el GR 65 que va cap a Compostel·la, les Causses i les Cevennes, el Pont del Gard i el Palau dels Papes d'Avinyó.

### Homes
Tot i ser un papa francès, i a més a més papa d'Avinyó, Urbà V encara es va guanyar el respecte dels italians influents. Així Petrarca, reticent a complimentar França, aquest "país de bàrbars", va mostrar una gran admiració cap a aquest pontífex:
| «          | Oh gran home, sense igual en el nostre temps, i els iguals del qual, en tots els temps, són massa rars. | » |
| — Petrarca | |   |

L'opinió de Santa Brígida :
| « | Així mateix aquest Papa Urbà és un bon or que es pot utilitzar per al bé, però està envoltat de les preocupacions d'aquest món. | » |

I el de Jean de Noyal, cronista i abat de Saint-Vincent de Laon :
| « | Va tornar a l'estudi, que abans havia abandonat el seu predecessor; proveí dels clergues i de les persones que eren dignes d'ell, dels quals en tenia gran coneixement per la voluntat de Déu i la bona intel·ligència que mostrava. Va fer una vida molt sòbria i va ser un bon exemple per a tots els que van parlar amb ell.. | » |